# Nalbach
Nalbach (im örtlichen, moselfränkischen Dialekt Nòòlbach) ist eine Gemeinde mit vier Ortsteilen im Landkreis Saarlouis im Saarland. Sie liegt an der unteren Prims, einem Nebenfluss der Saar.

## Geographie

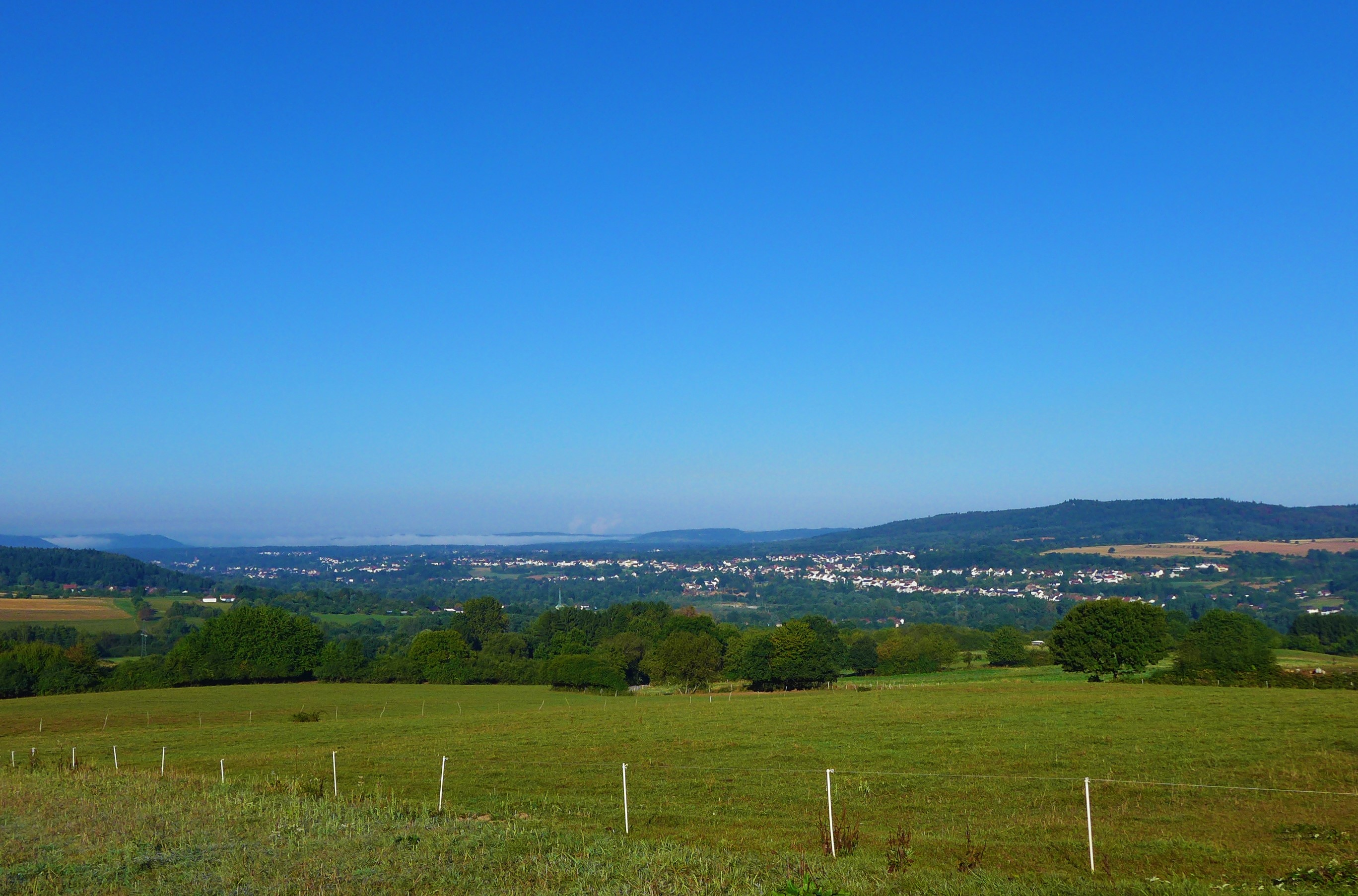
Blick vom Hoxberg aus auf das Nalbacher Tal mit den historischen Talgemeinden Diefflen (seit 1969 zu Dillingen/Saar), Nalbach, Piesbach, Bilsdorf und Körprich sowie auf den Nalbacher Hausberg, den 414 m hohen Litermont; Das Nebelband am Horizont bezeichnet den Verlauf der Saar

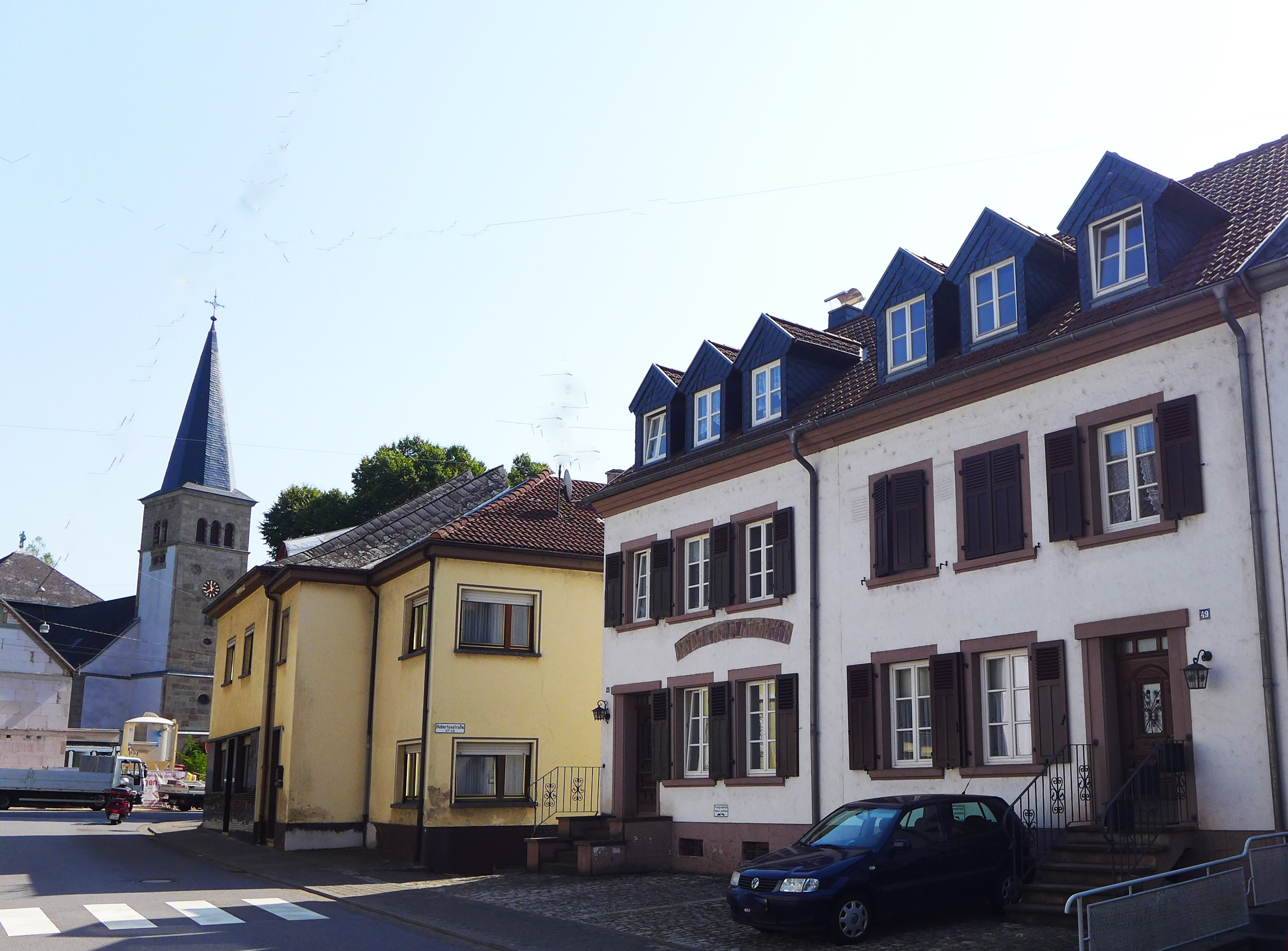
Nalbach, Hubertusstraße mit der Kirche St. Peter und Paul

Nalbach liegt im Tal der Prims, einem rechtsseitigen Zufluss der Saar. Höchste Erhebung ist der 414 m hohe Litermont. Die Erhebung ist eines der zahlreichen Zeugnisse des permischen Vulkanismus im Bereich des heutigen Saar-Nahe-Berglands. Der Litermont besteht hauptsächlich aus Rhyolith, einem felsischen und daher in seiner chemischen und mineralogischen Zusammensetzung dem Granit ähnliches vulkanisches Gestein. Das Gestein besteht überwiegend aus Quarz, Glimmer und Feldspat. Der Rhyolith des Litermonts entstand aus einem relativ SiO2-reichen Magma bzw. einer entsprechenden Lava. Eine solche Anreicherung, auch Magmatische Differentiation genannt, fand beim Aufstieg von Magmen innerhalb einer relativ dicken Erdkruste statt. Der Rhyolith drang in der saalischen Phase der Gebirgsbildung vor rund 275 Millionen Jahren zwischen ältere Gesteinsschichten ein.
Der geologische Untergrund Nalbachs ist der Buntsandstein. Zu einem geringeren Teil ist er oberflächlich anstehend; in weit größerem Maß wird er überdeckt von den pleistozänen und holozänen Ablagerungen von Saar und Prims. Diese Ablagerungen gehören zu einem großen Sedimentationskörper, der sich im Grundriss dreieckig darstellt, wobei die Eckpunkte etwa durch die Lage der Orte Saarlouis, Beckingen und Bilsdorf beschrieben werden können.
Sowohl der Sedimentationskörper wie auch der darunterliegende Untergrund sind im Verlauf des Quartärs durch die Kräfte der Verwitterung und Abtragung verändert worden. Dies führte letztlich dazu, dass der Raum einerseits durch horizontale Flächen, andererseits durch Hänge geprägt ist. Die Flächen stellen sich dar als die Bänke der vom Prämindel bis zum Würm datierten Flussterrassen und als Verebnungen der Flussaue der Prims. Zu den Hängen zählen die Flanken größerer und kleinerer Täler und die Wände junger Erosionsschluchten („Gräthen“). Die Flächen sind anteilsmäßig das dominierende Raumelement. Die Prims durchfließt das Nalbacher Tal von Ost nach West. Ohne künstliche Regulierung (Dammbauten, Grundwasserspiegelabsenkungen) wäre die Prims ein mäandrierender Fluss mit mehreren Auüberflutungen im Jahr.

### Raumnutzung
Die Gemeindefläche von 22,43 km² ist folgendermaßen aufgeteilt:
- Gebäude- und Freifläche: 2,77 km²
- Wohnfläche: 1,35 km²
- Gewerbe- und Industrieflächen: 0,14 km²
- Erholungsflächen: 0,08 km²
- Landwirtschaftsflächen: 11,72 km²
- Waldflächen: 5,33 km²
- Wasserflächen: 1,09 km²

### Ortsteilflächen

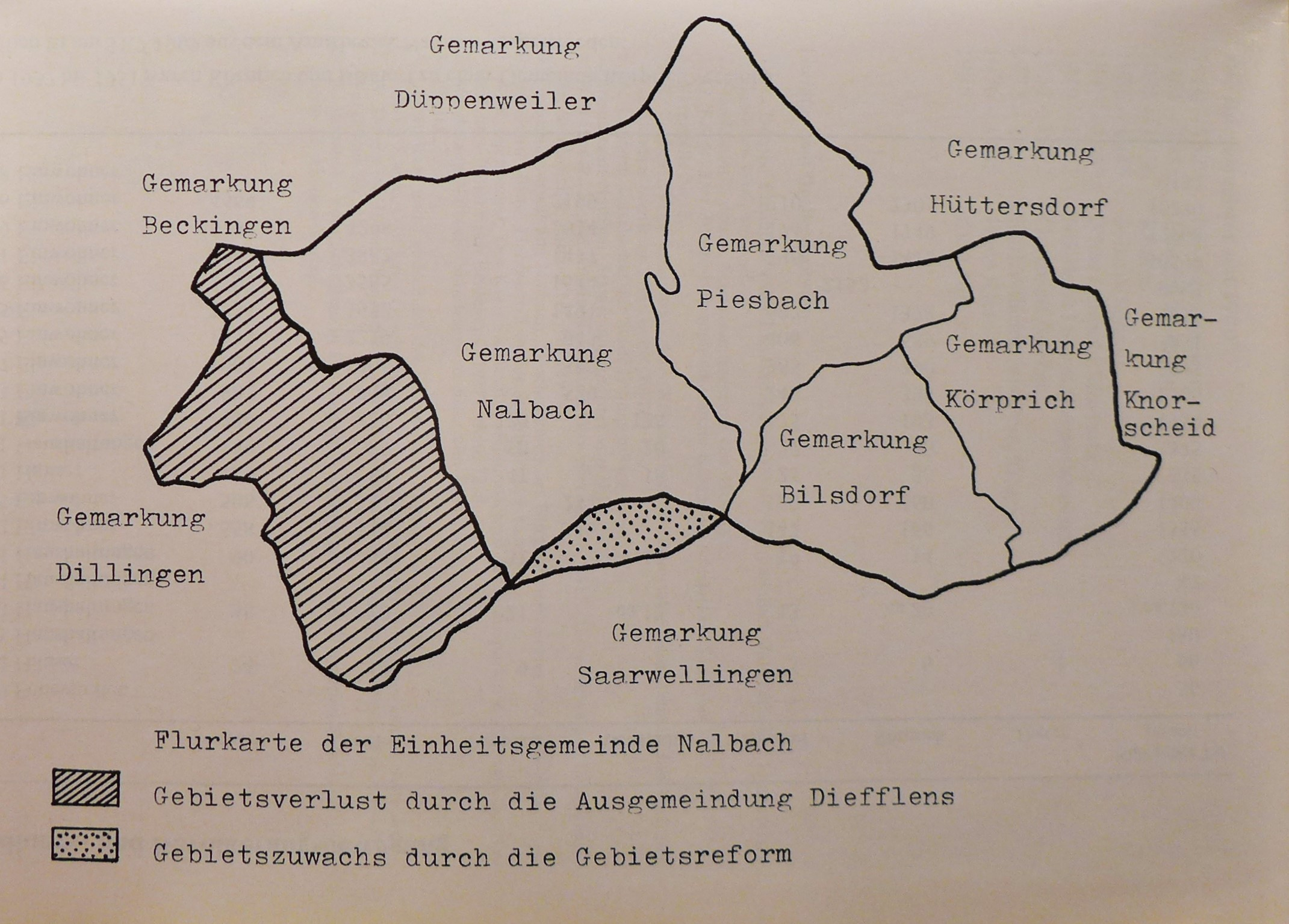
Gemarkungen des Nalbacher Tales: Das schraffierte Gebiet bezeichnet die Gemarkung Diefflens, die am 1. August 1969 nach Dillingen ausgemeindet wurde. Das punktierte Gebiet (Bahnhofsviertel) wurde von der Gemeinde Saarwellingen am 1. Januar 1974 an die Gemeinde Nalbach abgetreten.

Auf die einzelnen Ortsteile entfallen folgende Flächen:
- Nalbach: 9,99 km²
- Piesbach: 5,35 km²
- Körprich: 3,72 km²
- Bilsdorf: 3,37 km²

Die Gemarkung von Nalbach als Einzelort umfasst 13 Flure. Das Ortszentrum befindet sich in Flur 10. Die Gemarkung von Piesbach umfasst 11 Flure. Das Ortszentrum von Piesbach befindet sich in Flur 4, das Zentrum von Bettstadt in Flur 6. Die Gemarkung von Bilsdorf umfasst 7 Flure. Das Ortszentrum befindet sich in Flur 4. Die Gemarkung von Körprich umfasst 8 Flure. Das Ortszentrum befindet sich in Flur 2. Die Gemarkung der bis zum Jahr 1969 zum Nalbach Tal gehörenden Gemeinde Diefflen umfasst 10 Flure. Das Ortszentrum befindet sich in Flur 6. Insgesamt verfügt die Gemeinde Nalbach über 39 (vor 1969 über 49) Flure.
Die Gesamtgemarkung grenzt im Uhrzeigersinn an folgende Nachbargemarkungen: Düppenweiler, Hüttersdorf, Knorscheid, Saarwellingen sowie Dillingen mit Diefflen und Pachten.

### Einwohnerzahlen der einzelnen Ortsteile
Die Einwohnerzahl von ca. 9700 Menschen teilt sich folgendermaßen auf:
- Nalbach: 4.257
- Piesbach: 2.160
- Körprich: 2.038
- Bilsdorf: 1.264

(abgerufen am 6. Juni 2019)

### Historische abgegangene Siedlungen
Neben den aktuell bestehenden Ortsteilen des Nalbacher Tales bestanden historisch noch vier weitere Siedlungen, die später allerdings zu Wüstungen wurden.
- Heuchlingen (zwischen Nalbach und Diefflen)
- Theter (zwischen Piesbach und Bettstadt)
- Heisterbach (zwischen Diefflen und Düppenweiler)
- Heynschiet (zwischen Diefflen und Düppenweiler)

### Nachbarkommunen
Die Gemeinde hat fünf Nachbarkommunen. Im Uhrzeigersinn sind das Beckingen, Schmelz (Saar), Lebach, Saarwellingen und Dillingen/Saar.

## Geschichte

### Vor- und Frühgeschichte, Antike
Wie zahlreiche archäologische Funde belegen, war das Saar- und das Primstal bereits von der Altsteinzeit an durchgehend bis heute von Menschen besiedelt.
Das Nalbacher Tal war wohl bereits in der Bronzezeit (etwa 2200 bis 800 v. Chr.) von einem wichtigen Verkehrsweg, der von der Mosel an den Rhein führte, durchzogen. Der Weg verband die meisten keltischen Siedlungszentren des heutigen Saarlandes mit ihren Befestigungsanlagen und ihren Fürstengräbern. Innerhalb des heutigen Saarlandes führte er von Merten über Wallerfangen durch das Nalbacher Tal. Ab der Mündung der Theel in die Prims folgte er dem rechten Theelufer nach Theley. Hier gabelte sich der Weg zum sogenannten Hunnenring von Otzenhausen, nach Rheinheim, sowie nach Freisen und Schwarzerden. Die heutige Hauptachse Diefflens, Nalbachs und Piesbachs orientiert sich ganz an dieser seit der Bronzezeit vorgegebenen Wegeführung.
Im Jahr 1976 wurden im Nalbacher Ortsteil Bilsdorf (Flur 5, Gemarkung Bilsdorf) beim Ausbaggern eines Weihers in der Brückenstraße in einer Tiefe von 2,50 m Gebäudereste aus der Römerzeit aufgefunden. Es handelt sich dabei um römische Postamentsteine, die das Fundament eines römischen Fachwerkgebäudes bildeten. Darüber hinaus wurde im gleichen Fundgebiet ein römischer Kultstein (Höhe: 90, Schaft: 35 × 35 cm, Fuß und Oberteil: 50 × 50 cm) entdeckt.

### Mittelalter

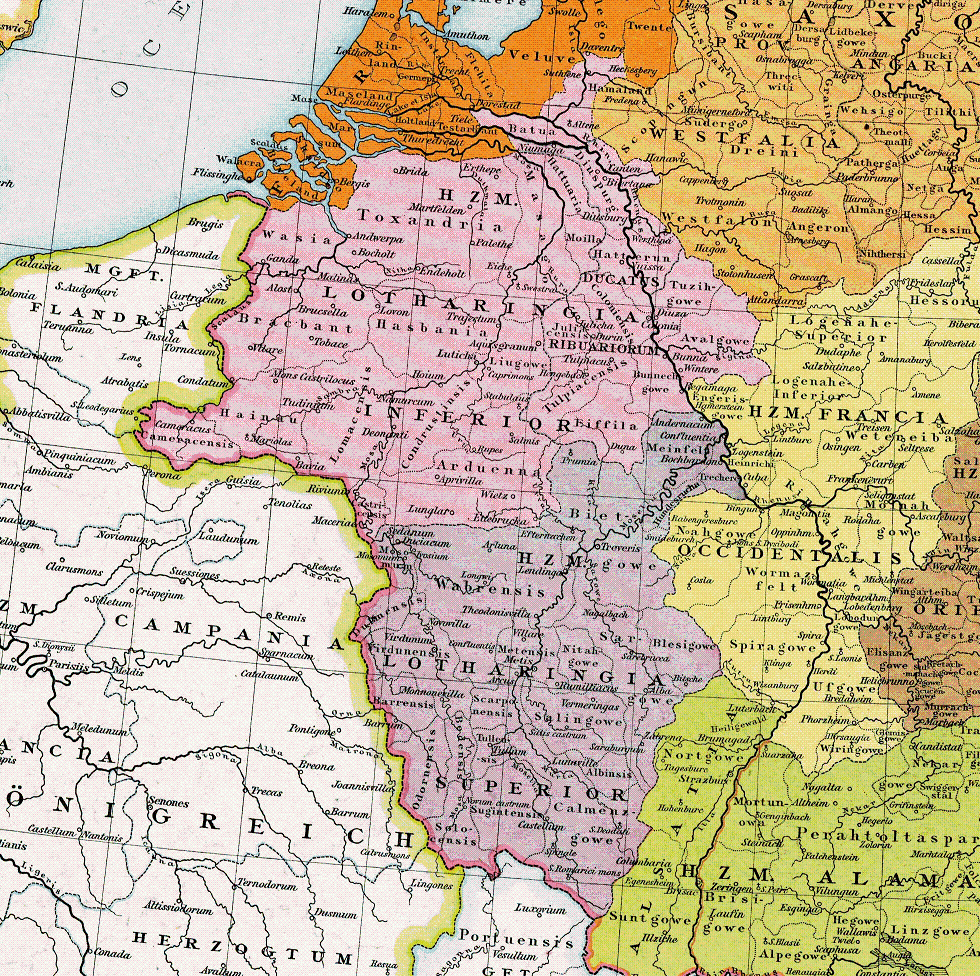
Lage Nalbachs (Nagalbach) im Herzogtum Lothringen um das Jahr 1000

Nalbach (mundartlich: Nôlbach) wurde um das Jahr 950 unter dem Namen „Nagelbach“ in der Mettlacher Wallfahrerurkunde des Erzbischofs Ruotbert von Trier erstmals urkundlich erwähnt.
Der Ortsname dürfte in vorkarolingischer Zeit entstanden sein. Der Name könnte allerdings auch schon aus der Zeit vor der Fränkischen Landnahme, die in einem Zeitraum vom 5. bis zum 8. Jahrhundert erfolgte, stammen. Damit wäre der nach einem Bach benannte Ortsname trotz späterer deutscher Überprägung vorgermanisch. Der namensgebende Nalbach ist einer von drei Bächen (Nalbach, Fußbach, Etzelbach), die den Ort früher, vom Litermont herkommend, durchflossen. Heute sind alle diese Bäche verrohrt und münden in die Prims. Der ortsnamensgebende Nalbach (Zusammenfluss von Zimmerbach, Breimschbach und Rondelbach) fließt in der gedachten Verlängerung der Primsstraße in die Prims.
Historische Schriftbilder Nalbachs:
- 1036: Nagalbac
- 1048: Nagelbach
- 1154: Nalbach
- ca. 1195: Nagilbach
- 1229: Nallenbach
- 1280: Nalbach
- 1287: Nailbach und Nalbach
- 1324: Naelbach
- 1527: Nolbach
- 1631: Nahlbach; dann bis heute Nalbach

Im Jahre 1048 schenkte der Erzbischof von Trier, Eberhard von Schwaben, den Hof Nagelbach dem Trierer Simeonstift. Die Nalbacher Kirche wird im Jahr 1154 und 1179 erstmals urkundlich erwähnt. Nalbach gehörte im Mittelalter zum Archidiakonat St. Mauritius Tholey und zum Dekanat bzw. Landkapitel Merzig im damaligen Erzbistum Trier. Das Petrus-Patrozinium (Fischerpatron) könnte auf die Entstehung Nalbachs als Fischersiedlung an der damals fischreichen Prims hindeuten. Ebenso ist ein Bezug zum Petrus-Patrozinium des Trierer Domes denkbar. Das Petrus- bzw. Petrus-und-Paulus-Patrozinium zählt zu den typischen fränkischen Patrozinien des Saarlandes.
Das Gebiet des Nalbacher Tales war ursprünglich Reichsgebiet, bevor es zum Kurfürstentum Trier kam. Um das Jahr 1195 wird als Nalbacher Vogt Adalbert von Nalbach und ein zugehöriger Hofmeier genannt. Im Protokoll des Jahrgedings von 1324 werden die Nalbacher Talgemeinden Diefflen, Piesbach und Bettstadt sowie die Nalbacher Mühle genannt. Kurz darauf, im Jahr 1327, werden die Talgemeinden Körprich, Theter, Heisterbach, Heynschiet und die Bettstadter Mühle erwähnt. Dabei bestand das Nalbacher Tal aus zwei Vogteien unter der Leitung von Rudolf von Nalbach und Nikolaus von Kastel. Für das Jahr 1332 ist erstmals urkundlich die Körpricher Kapelle erwähnt.
Im Jahr 1358 übertrug das Trierer Stift St. Simeon die Schirmherrschaft über das Nalbacher Tal dem Grafen Heinrich von Veldenz. Im Jahr 1393 übertrug der Nalbacher Vogt Nikolaus von Kastel und seine Ehefrau Margarete dem Stift St. Simeon das Dorf Theter im Nalbacher Tal. Die genannte Margarete ist vermutlich das Vorbild der legendären Margarete vom Litermont aus der örtlichen Maldix-Sage.
Nach einem Überfall des Johann von Hagen und des Johann von Hunolstein im Jahr 1411 auf das Nalbacher Tal übertrug das Stift St. Simeon dem Herzog von Lothringen die Schirmherrschaft über die Talgemeinden. Um das Jahr 1441 unternahmen die Bauern von Nalbach und Piesbach einen Aufstand gegen die Vogtin Else von Hunolstein. Für das Jahr 1478 ist eine erste Belehnung eines Vogtes durch die Pfalzgrafen bei Rhein (Kurpfalz) belegt: Pfalzgraf Ludwig der Schwarze belehnte den Ritter Heinrich von Rathsamshausen, dessen Herrschaft am Fuß des unterelsässischen Odilienberges lag, mit der obersten und untersten Vogtei im Nalbacher Tal. Die Lehenshoheit der Pfalzgrafen bei Rhein dürfte von derjenigen der Grafen von Veldenz erbmäßig (seit 1444) herzuleiten sein.
Eine erste Volkszählung im Nalbacher Tal ergab im Jahr 1499 ungefähr 56 Feuerstätten.
Der Nalbacher Herrschaftsbereich in zwei Vogteien aufgeteilt. Die kurtrierische oder mittlere Vogtei umschloss das Oberdorf Nalbach, Bilsdorf, Piesbach und halb Bettstadt. Die kurpfälzische Vogtei bestand aus zwei Halbvogteien, die durch die mittlere Vogtei gebietsmäßig getrennt wurden. Dabei bestand die oberste Vogtei aus Körprich und halb Bettstadt. Die unterste Vogtei bestand aus Diefflen und dem Nalbacher Unterdorf bis zum Fußbach. Diese Vogtei bildete rechtlich eine Einheit und war als Lehen an Untervögte aus dem niederen Landadel vergeben.
Die Vögte übten die Hochgerichtsbarkeit aus und nannten sich deshalb auch Hochrichter.
Die mittlere bzw. kurtrierische Vogtei (Oberdorf Nalbach, Bilsdorf, Piesbach und halb Bettstadt) unterstand im Laufe der Jahrhunderte folgenden Vögten:
| Jahre                  | Vögte |
| ---------------------- | --- |
| Ende 12. Jahrhundert   | Adalbert von Nalbach                                                                                                   |
| Ende 13. Jahrhundert   | Boemund, Ritter von Nalbach und Sirsperch                                                                              |
| vor 1327 – 1331        | Rudolf von Nalbach |
| 1331 – nach 1350       | Stift St. Simeon |
| vor 1357 – 1364        | Johann von Eiweiler (Schwiegersohn von Rudolf und Boemund von Nalbach)                                                 |
| 1364 – vor 1378        | Johann von Eiweiler |
| vor 1378 – 1450        | Stift St. Simeon |
| 1450 – 1478            | Johann von Criechingen                                                                                                 |
| 1478 – vor 1514        | Heinrich von Hunolstein                                                                                                |
| vor 1514 – vor 1536    | Stift St. Simeon |
| vor 1536 – 1798        | Kurtrier hat das Lehen eingezogen und lässt es durch den jeweiligen Amtmann von der Grimburg als Statthalter verwalten |
| Anfang 16. Jahrhundert | Johann von Metzenhausen (Amtmann von der Grimburg)                                                                     |
| Ende 16. Jahrhundert   | Johann Zand von Merl (Amtmann von der Grimburg)                                                                        |
| Anfang 17. Jahrhundert | von der Leyen (Amtmann von der Grimburg)                                                                               |
| Mitte 17. Jahrhundert  | Wolf Heinrich von Steinkallenfels (Amtmann von der Grimburg)                                                           |
| Ende 17. Jahrhundert   | Karl Kaspar von Britzky (Amtmann von der Grimburg)                                                                     |
| Anfang 18. Jahrhundert | von Schmidtburg (Amtmann von der Grimburg)                                                                             |
| Mitte 18. Jahrhundert  | Franz Georg Freiherr Zand von Merl (Amtmann von der Grimburg)                                                          |

Die oberste und unterste bzw. kurpfälzische Vogtei (Körprich, halb Bettstadt, Diefflen, Nalbacher Unterdorf bis zum Fußbach) unterstand im Laufe der Jahrhunderte folgenden Vögten:
| Jahre                | Vögte                                                                   |
| -------------------- | ----------------------------------------------------------------------- |
| vor 1327–1336        | Nikolaus von Kastel I.                                                  |
| vor 1344 – ?         | Rupprecht von Saarbrücken                                               |
| vor 1388 – vor 1405  | Nikolaus von Kastel II.                                                 |
| vor 1405 – vor 1425  | Johann von Lewenstein I.                                                |
| vor 1425–1439        | Johann von Lewenstein II.                                               |
| nach 1439 – vor 1478 | Krapp von Saarburg                                                      |
| 1478 – nach 1509     | Heinrich von Ratsamshausen                                              |
| vor 1514 – nach 1522 | Heinrich von Harancourt                                                 |
| vor 1522–1527        | Jacob von Harancourt                                                    |
| 1527 – vor 1545      | Johann Ludwig Graf von Nassau-Saarbrücken (Mitvogt Johann von Braubach) |
| 1548 – nach 1560     | Alexander von Braubach                                                  |
| nach 1560–1633       | Wilhelm Marzloff von Braubach                                           |
| 1633 – ca. 1664      | Kurpfalz verwaltet das Lehen selbst                                     |
| nach 1664–1681       | Charles Henri Gaspard de Lénoncourt-Blainville                          |
| 1681–1697            | Unter Verwaltung der Réunionskammer in Metz                             |
| nach 1697–1711       | Kurpfalz verwaltet das Lehen selbst                                     |
| 1711–1750            | Johann Wilhelm Ludwig von Hagen zur Motten                              |
| nach 1750–1791       | Karl Emmerich von Hagen und dessen Bruder Johann Hugo von Hagen         |

### Frühe Neuzeit

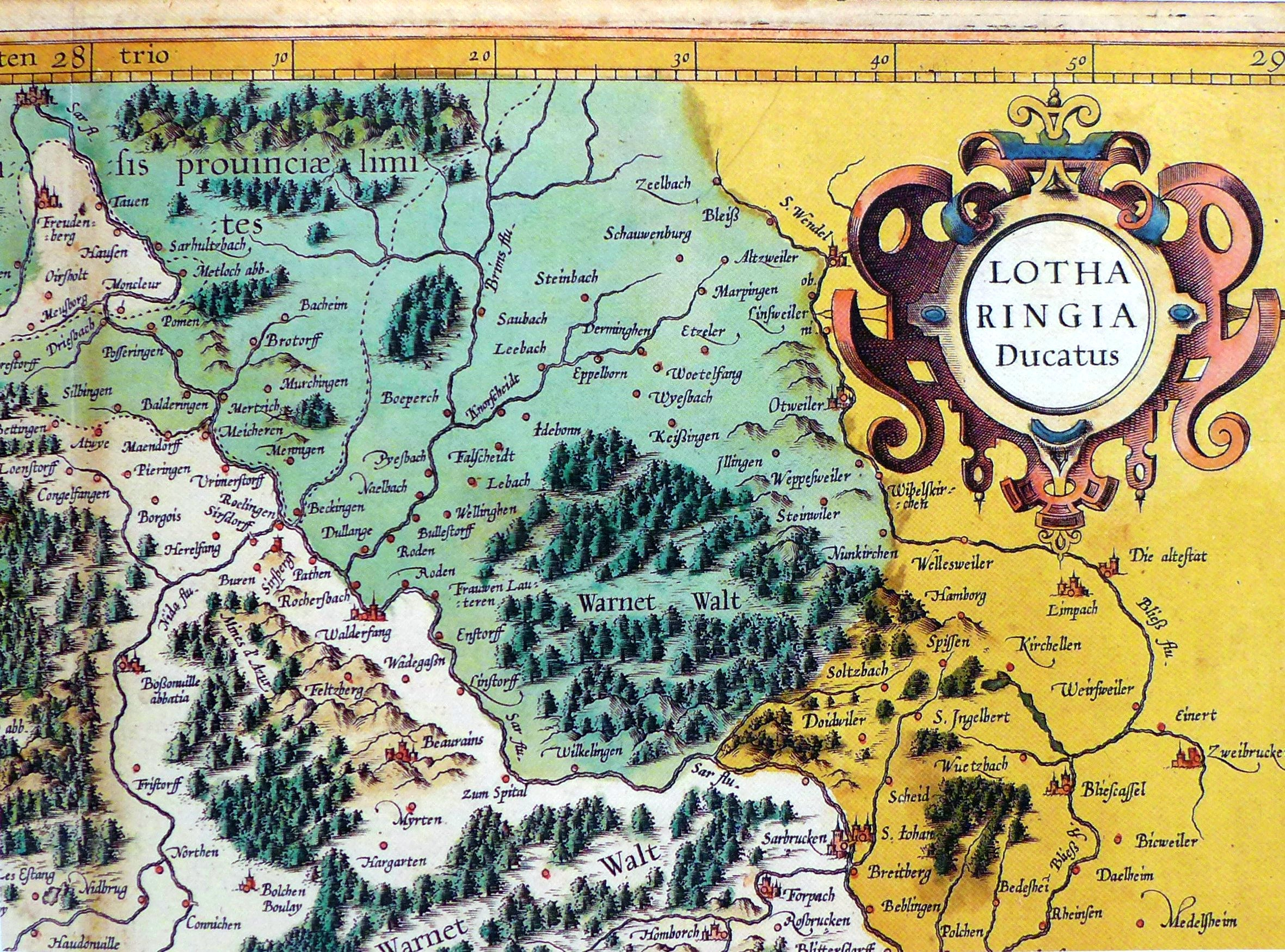
Lage des Nalbacher Tales auf einem Ausschnitt aus der Lothringen-Karte (nördlicher Teil) des Gerhard Mercator von 1564 bis 1585 (Landesarchiv Saarbrücken, Sammlung Hellwig)

Das Zinsregister für die Jahre 1514–1522 benennt für das Nalbacher Tal die Existenz von sieben Dörfern mit insgesamt 66 Häusern. Dabei gehören zur kurtrierischen Vogtei das Oberdorf von Nalbach, Piesbach, halb Bettstadt und Bilsdorf. Zur kurpfälzischen Vogtei gehören das Unterdorf von Nalbach, Diefflen, halb Bettstadt und Körprich. Dabei wird das Nalbacher Talsiedlung Heuchlingen sowie der Bilsdorfer Hof und eine Lohmühle bei Nalbach erstmals erwähnt.
Im Jahr 1527 erwarb Johann Ludwig, Graf von Saarbrücken, die kurpfälzische Vogtei. Sein Mitvogt war Johann von Braubach. Bereits vor 1536 zog Kurtrier seine Vogtei an sich und ließ sie bis zum Ende der Fürstenherrschaft durch den Amtmann von der Grimburg verwalten. Im Jahr 1536 wurde das erste Nalbacher Schöffenbuch angelegt. Alexander von Braubach, Herr zu Dillingen, erwarb im Jahr 1548 die kurpfälzische Vogtei des Nalbacher Tales für 1100 Gulden. Sein Nachfolger wurde dessen Sohn Wilhelm Marzloff von Braubach.

#### Hexenverfolgungen
Mit dem Beginn der frühen Neuzeit breitete sich auch im Nalbacher Tal der Hexenwahn aus, der besonders in den Jahren zwischen 1570 und 1634 stark wütete. Besonders der herzoglich lothringische Oberrichter Nikolaus Remigius gelangte bei der Ausrottung der vermeintlichen Hexen und Teufelsanbeter zu trauriger Berühmtheit.
Die Hexenprozesse des Nalbacher Tales wurden in Dillingen geführt, die Hinrichtungen allerdings dann in Nalbach vollstreckt (1575 sowie 1591/1592 mehrere Personen des Nalbacher Tales / unbekannter Ausgang des Verfahrens, 1595 ein Mann aus Diefflen, 1595 eine Frau aus Piesbach, 1602 ein Mann aus Körprich, ca. 1605 jeweils ein Mann aus Piesbach und Körprich, 1609 ein Mann aus Diefflen, der angeblich mit seinem Pferd sexuell verkehrt haben soll und deshalb auch zusammen mit seinem Pferd hingerichtet wurde, 1611 ein Mann und eine Frau aus Körprich / unbekannter Ausgang des Verfahrens sowie mehrere Anschuldigungen in den Jahren 1602 und 1611). Nach einer öffentlichen Verlesung des Urteils wurde der Delinquent zum Nalbacher Galgenberg geführt und dort getötet. Die Nalbacher Straße „Am Gälgesberg“ erinnert bis heute an die Hinrichtungsstätte. Den Vollzug der Hinrichtungen (Verbrennung bei lebendigem Leibe bzw. nach vorheriger Tötung) besorgte jeweils ein Henker (Nachrichter) aus Roden.

#### Dreißigjähriger Krieg und Reunionspolitik

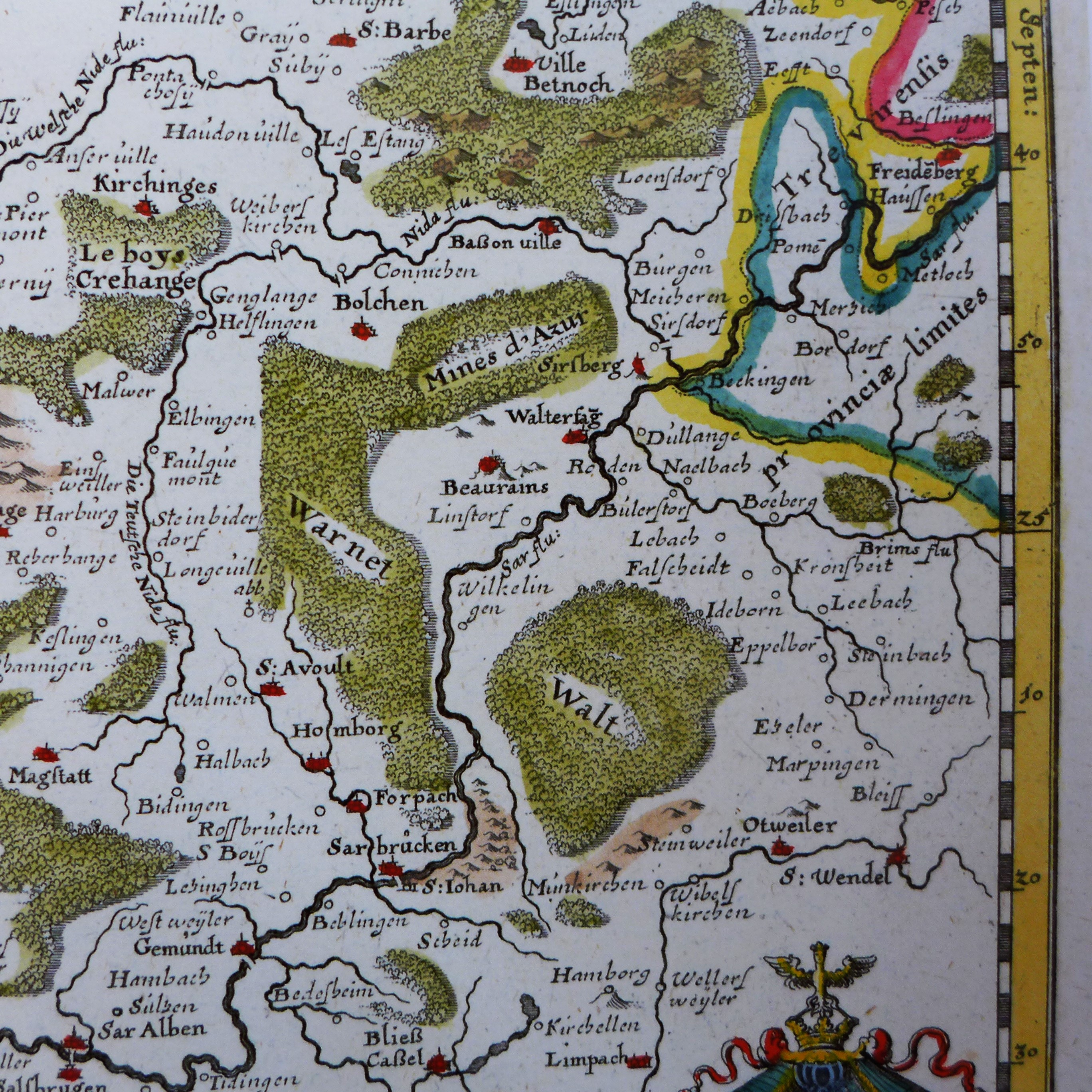
Nalbach auf einer Karte von Willem Janszoon Blaeu: Lotharingia Ducatus, vulgo Lorraine, 1645, (Kartenausschnitt)

Durch Verordnung der Gemeindeherren wurde im Jahr 1618, dem Jahr des Ausbruches des Dreißigjährigen Krieges, ein erster Schulmeister in Nalbach eingesetzt.
Die Visitationsprotokolle des Nalbacher Tales aus den Jahren 1623/1631 ergaben für die Haushaltsvorstände von Nalbach, Diefflen, Piesbach und Bilsdorf 130 Haushaltungen.
Im Jahr 1635 kam es zu ersten großen Truppenbewegungen von schwedischen, französischen und kaiserlichen Truppen durch das Nalbacher Tal in Richtung der (damaligen Stadt) Wallerfangen und Metz. Vor allem in der letzten Kriegsphase ab 1635 kam es zu schweren Verwüstungen. Dazu gesellten sich Hungersnöte und Seuchen. Den überlebenden Bevölkerungsresten blieb kaum noch eine Existenzgrundlage.
Für das Nalbacher Tal wurden laut Bericht des Nalbacher Maiers an den Trierer Kurfürsten aus dem Jahr 1664/65 nur noch 47 Haushaltungen gezählt (Verlust von 65 % der Vorkriegsbevölkerung).
Um das Jahr 1664 war Charles Henri Gaspard de Lenoncourt, Marquis de Blainville, Herr von Dillingen, († 1713), ein hoher lothringischer Adeliger und Gründer der Dillinger Hütte, Vogt in der kurpfälzischen Vogtei des Nalbacher Tales geworden. Er besorgte im Jahr 1681 die sogenannte Reunierung des Nalbacher Tales mit dem Königreich Frankreich unter König Ludwig XIV.
Ziel dieser Reunionspolitik war es, dass Gebiete des Heiligen Römischen Reichs, die nach französischer Auffassung mit bestimmten, unter französischer Souveränität stehenden Territorien rechtlich verbunden waren, mit Frankreich „wiedervereint“ werden sollten. Auf diese Weise wurden bis 1688 große Teile des heutigen Saarlandes und seiner Nachbargebiete in den französischen Staat eingegliedert, da das Heilige Römische Reich zu einem militärischen Widerstand nicht in der Lage war (nicht zuletzt wegen des gleichzeitigen Türkenkrieges). Im Jahr 1697 erhielt das Heilige Römische Reich die französischen Reunionen im Saarland durch den Frieden von Rijswijk jedoch wieder zurück.
Im Jahr 1688 legte der Nalbacher Pfarrer Johannes Coenen (der ältere) die ersten Nalbacher Kirchenbücher an.

### Das Nalbacher Tal im 18. Jahrhundert

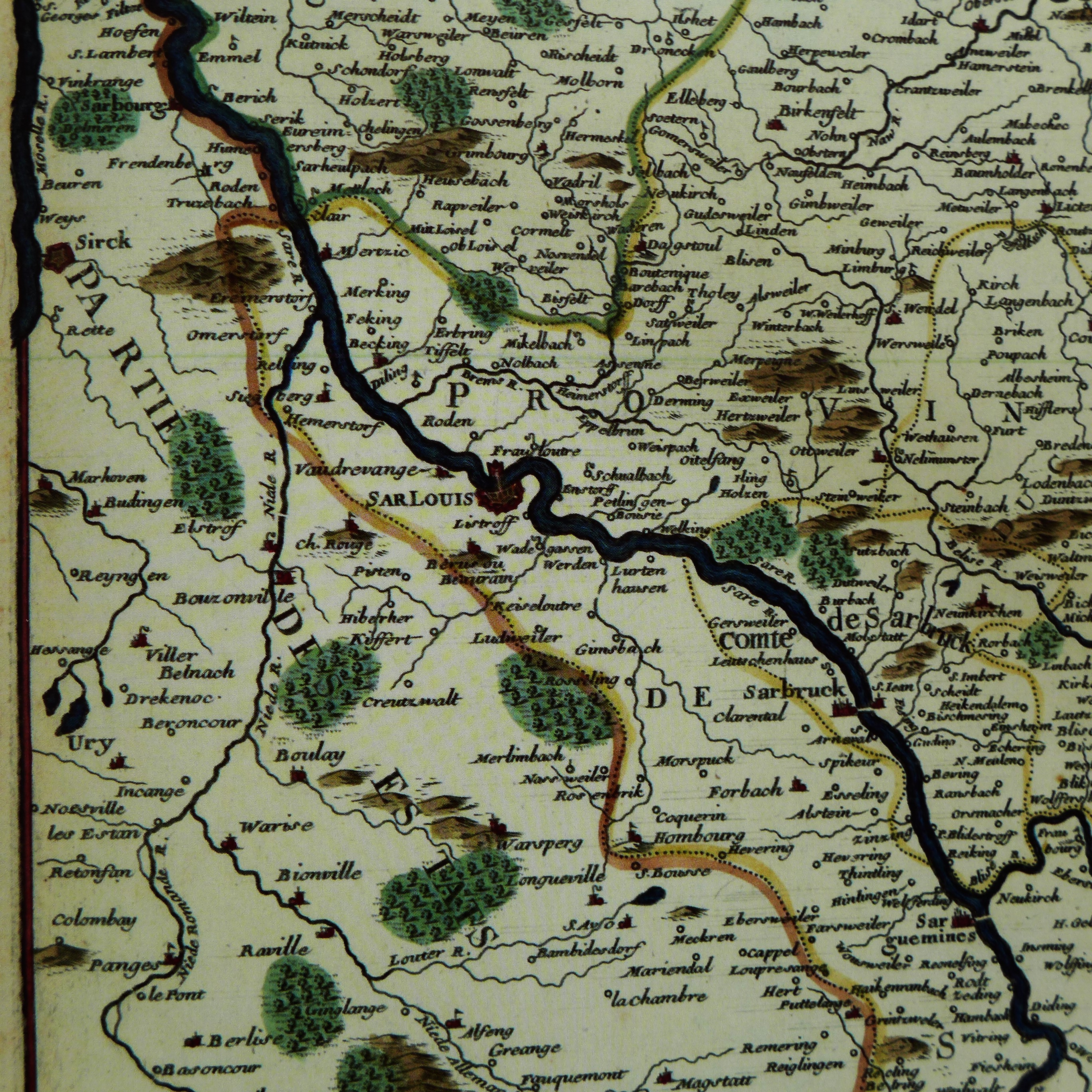
Nalbach auf einer historischen Karte der Saar von 1705, Nicolas de Fer (Hrsg. und Verleger), P. Starck (Stecher): Le Cours de la Sare aux Environs de la quelle se Trouve Diverse Provinces qui Composent la Provine de la Sare ou Lorraine Allemande (sic!), ca. 1: 380.000, 23,8 cm × 33,7 cm, Stadtarchiv Saarlouis

Das zerfallene Dorf Theter mit Zubehör wurde im Jahr 1701 vom Trierer Simeonsstift der Nalbacher Kirche als Besitz übereignet. Im Jahr 1711 belehnte die Kurpfalz den Freiherrn Johann Wilhelm Ludwig von Hagen zur Motten mit der obersten und untersten Vogtei des Nalbacher Tales, zunächst als Mannlehen, dann ab 1714 als Erblehen und ab dem Jahr 1718 als reichsunmittelbares Lehen.
Der Trierer Weihbischof Lothar Friedrich von Nalbach visitierte im Jahr 1739 die Pfarrei Nalbach.
Auswanderungen
Aufgrund der schlechten Lebensverhältnisse im Nalbacher Tal kam es um 1750 zu einer Auswanderungswelle in das von den Türkenkriegen entvölkerte Ungarn. Die Regierung des Kaisers in Wien versuchte, Neusiedler für die verheerten Gebiete in der ungarischen Tiefebene zu werben. Mit der Versprechung von kostenlosem Acker- und Bauland, Baumaterial, Saat- und Pflanzgut für Getreide und Wein, Steuerfreiheit in den ersten Siedlungsjahren, freiem Transport mit Verpflegung und medizinischer Betreuung von den Sammelstellen bis nach Ungarn sollten Auswanderungswillige gefunden werden. Die Saarregion stellte mit 5000 Auswanderern einen nicht unbeträchtlichen Teil. Das Nalbacher Tal entließ damals 96 Bewohner vom Kleinkind bis zum Greis. Aus Nalbach kamen 36 Auswanderer, aus Piesbach 34, aus Körprich 20 und aus Bilsdorf 6. Ob Diefflen Auswanderer stellte, ist bisher unbekannt. Die Auswanderungen begannen um 1750 und zogen sich bis nach 1780 hin. Hauptschübe waren im Jahr 1751 und 1766.
In den Jahren 1765–1767 wurde die alte Nalbacher Kirche abgerissen und ein barocker Neubau erstellt. Dabei fand man die angeblichen Gebeine der legendären Margareta von Litermont.

### Das Nalbacher Tal im 19. Jahrhundert
Im Gefolge der Französischen Revolution endete auch im Nalbacher Tal die jahrhundertealte Adelsherrschaft mit dem Jahr 1798. Die Franzosen gründeten zwei Jahre später, im Jahr 1800, die Mairie (Bürgermeisterei) Nalbach.
Nachdem Napoleon Bonaparte zur Abdankung gezwungen worden war, wurde mit dem Bourbonen Ludwig XVIII. der erste Pariser Frieden am 31. Mai 1814 geschlossen, laut dessen Bestimmungen Frankreich auf die Staatsgrenzen von 1792 beschränkt wurde. Das deutschsprachige Dillingen und Pachten als Nachbargemeinden des Nalbacher Tales sollten demnach bei Frankreich verbleiben.
Das Nalbacher Tal war durch den ersten Pariser Frieden nicht mehr Teil Frankreichs. Es unterstand einer österreichisch-bayerischen Landesadministrationskommission, die am 16. Januar 1814 mit Sitz in Kreuznach installiert worden war. Dies war als Provisorium gedacht, da noch nicht abschließend geklärt war, welcher Macht das Nalbacher Tal als Teil der zurückgewonnenen linksrheinischen deutschen Gebiete zufallen sollte. Das bedeutete, dass die östliche Banngrenze von Dillingen und Pachten und die westliche Banngrenze von Diefflen für mehr als ein Jahr zugleich Staatsgrenze war.
Nach der Rückkehr Napoleons und dessen endgültiger Niederlage bei Waterloo am 18. Juni 1815 sowie seiner Verbannung auf die Insel St. Helena wurden im Zweiten Pariser Frieden auch Dillingen und Pachten von Frankreich abgetrennt und mit dem gesamten Nalbacher Tal an das Königreich Preußen (Rheinprovinz) übergeben.
Das gesamte Nalbacher Tal war unter der preußischen Verwaltung zunächst dem Landkreis Ottweiler zugeteilt worden; am 1. Juli 1816 kam es zum Landkreis Saarlouis. Laut Volkszählung des Jahres 1821 hatte das Nalbacher Tal 335 Häuser, 375 Haushaltungen und 1950 Einwohner.
Von 1821 bis 1829 wurde das Nalbacher Tal von der Bürgermeisterei Fraulautern aus in Personalunion verwaltet, da die aus sechs Dörfern bestehende Samtgemeinde Nalbacher Tal (als Rechtsform 1815 gegründet) die Verwaltungskosten für das Bürgermeisteramt nicht aufbringen konnte. Zu der Samtgemeinde gehörten außer Nalbach 5 Dörfer: Bilsdorf, Piesbach, Bettstadt, Diefflen und Körprich. 1830 ging die Bürgermeisterverwaltung des Nalbacher Tales von Fraulautern an Saarwellingen (Personalunion) über und dauerte bis zum 31. Dezember 1899.
Dabei bildeten Nalbach und Saarwellingen eine Doppelbürgermeisterei unter der Leitung des Bürgermeisters von Saarwellingen.

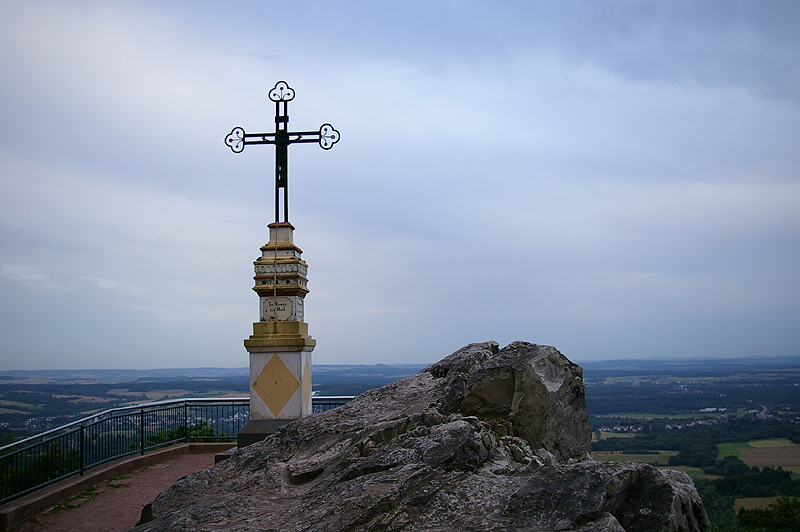
Litermontkreuz

Das Kreuz auf dem Litermont wurde von der Gemeinde Nalbach im Jahr 1852 zur Erinnerung an Margarete vom Litermont errichtet. Die jüdische Glaubensgemeinde Nalbach-Diefflen erbaute im Jahr 1854 in Nalbach eine Synagoge.
Am 25. April 1854 kam es durch die drei Dieffler Mitglieder des Samtgemeinderates der Samtgemeinde Nalbacher Tal zur Beantragung der Auflösung der Samtgemeinde und die Trennung ihrer Ländereien. Ebenfalls wurde dies durch ein Gesuch an den Regierungspräsidenten in Trier begründet: „Die Armut der Ortschaften ist zum Spott und Sprichwort der Umgegend geworden. Weil alles noch gemeinschaftlich ist, erfolgt keine Veredelung des Landes und der Gewinn sei daher sehr gering, auch ruhe kein Segen darauf (...) Weil Reichtum der höchste Segen des Lebens ist, würde durch ihn die Armut aus dem Lande gejagt und dadurch Moral und Sittlichkeit veredelt und der Ort Diefeln (sic!) in die Situation gestellt, sich aus dem Staube zu erheben“.
Die Gemeindetrennung wurde daraufhin am 1. September 1854 mit 7 gegen 2 Stimmen der Nalbacher Samtgemeinderatsmitglieder beschlossen und am 16. Juni 1858 durch den König von Preußen, Friedrich Wilhelm IV., auf Schloss Babelsberg genehmigt. Die bürgermeisteramtliche Verwaltung blieb allerdings in Nalbach bzw. bis 1899 in Saarwellingen. Erst 1869 erfolgte die bürgermeisteramtliche Trennung Diefflens von Nalbach und die Angliederung an die Stadt Dillingen/Saar.
In den Jahren 1868–1869 wurde erstmals eine Primsbrücke in Nalbach erbaut. 1899–1901 wurde das Nalbacher Tal mit dem Bau der Eisenbahnstrecke Dillingen-Primsweiler an das Eisenbahnnetz angeschlossen (Einstellung des Personenverkehrs am 1. Juni 1980). 1903 erfolgte der Bau der Primsbrücke in Körprich. Im Jahr 1912 wurde die Straßenbahnlinie Dillingen-Diefflen-Nalbach eröffnet (1955 Stilllegung zu Gunsten von Autobussen.).
Nachdem im 19. Jahrhundert im Zuge der Industrialisierung die Bevölkerung Diefflens und der umliegenden Dörfer stark angewachsen war, wurde die Nalbacher Kirche mehrmals (1828 und 1890) umgebaut und vergrößert. Eine weitere Vergrößerung der Nalbacher Pfarrkirche war nicht mehr ohne Weiteres möglich, da um die Kirche herum ein Friedhof lag und auch umliegende Wohn- und Geschäftshäuser von einer eventuellen Erweiterung betroffen gewesen wären.
1895 wurde die Dieffler Wendalinuskapelle gründlich renoviert, erhielt dabei eine neue Glocke. 1904, nach Fertigstellung einer eigenen Dieffler (neogotischen) Pfarrkirche 1899–1900, wurde sie abgerissen.

### Das Nalbacher Tal im 20. Jahrhundert
Völkerbundszeit

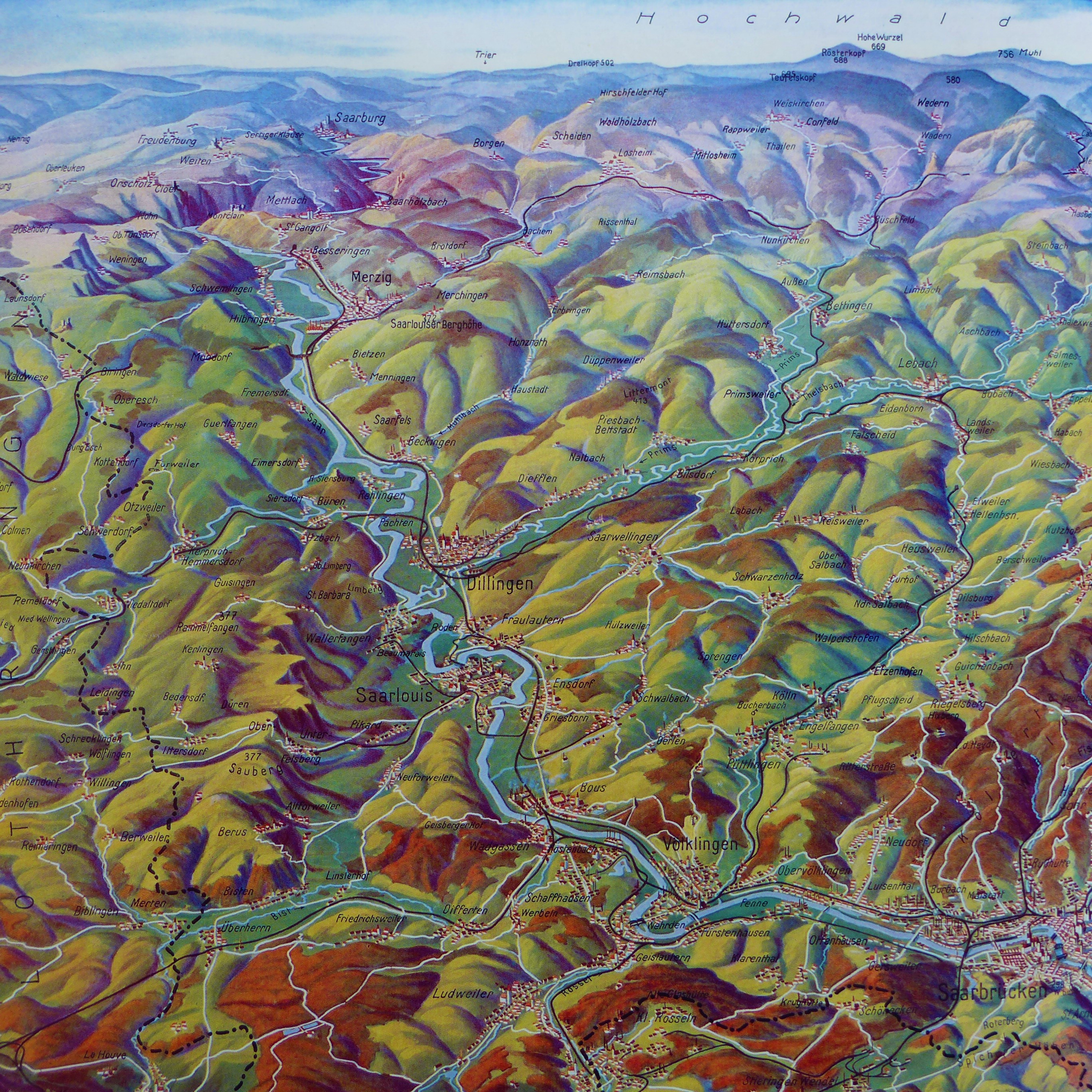
Nalbach auf der Panoramakarte „Die Deutsche Saar“ zur Saarabstimmung 1935, ca. 1934, hrsg. vom Rheinischen Verkehrsverein e. V. Bad Godesberg und vom Pfälzischen Verkehrsverein e. V. Ludwigshafen, ca. 1:100.000, 72 cm × 46 cm, Stadtarchiv Saarlouis

Durch den Friedensvertrag von Versailles wurde das Nalbacher Tal als Teil des Saargebietes ab 1920 dem Völkerbund unterstellt und kehrte erst 1935 nach der Volksabstimmung vom 13. Januar zum Deutschen Reich zurück.
Für die Gesamtgemeinde Nalbach mit Diefflen, Piesbach, Bildsorf und Körprich waren die Abstimmungsergebnisse vom 13. Januar 1935 folgendermaßen:
- Stimmberechtigte: 6.191
- Abgegebene Stimmen: 6.140
- Gültige Stimmen: 6.105
- Weiße Stimmzettel: 23
- Ungültig gemachte Stimmzettel: 12
- Für den Anschluss an die Französische Republik stimmten: 13 (= 0,2 %)
- Für den Status quo stimmten: 705 (= 11,6 %)
- Für die Rückgliederung an das Deutsche Reich stimmten: 5.387 (= 88,2 %)

Bei der Volksabstimmung am 13. Januar 1935 stimmten im Saargebiet 90,5 % und im Kreis Saarlouis 91,19 % für die Rückgliederung an das Deutsche Reich.
In den Jahren von 1920 bis 1923 wurden alle Nalbacher Talgemeinden an das elektrische Stromnetz und in den Jahren 1925–1926 an eine zentrale Wasserleitung angeschlossen. Die Talgemeinde Piesbach baute in den Jahren 1922–1924, die Talgemeinde Körprich im Jahr 1926 eine eigene Kirche.
Nationalsozialismus und Zweiter Weltkrieg
Mit dem Jahr 1937 begann, auch unter militärischen Gesichtspunkten im Zuge der Vorbereitungen zum Zweiten Weltkrieg, der Bau der Entlastungsstraße Dillingen-Körprich, sodass der Schnellverkehr vom Deutschen Reich unter Umgehung der engen Dorfstraßen von Körprich, Piesbach, Nalbach und Diefflen schneller zur französischen Grenze gelangen konnte. Ebenfalls im Zuge der Kriegsvorbereitungen wurden in den Jahren 1938/1939 zahlreiche Westwall-Bauten (Bunker, Panzersperren u. ä.) im Nalbacher Tal errichtet.

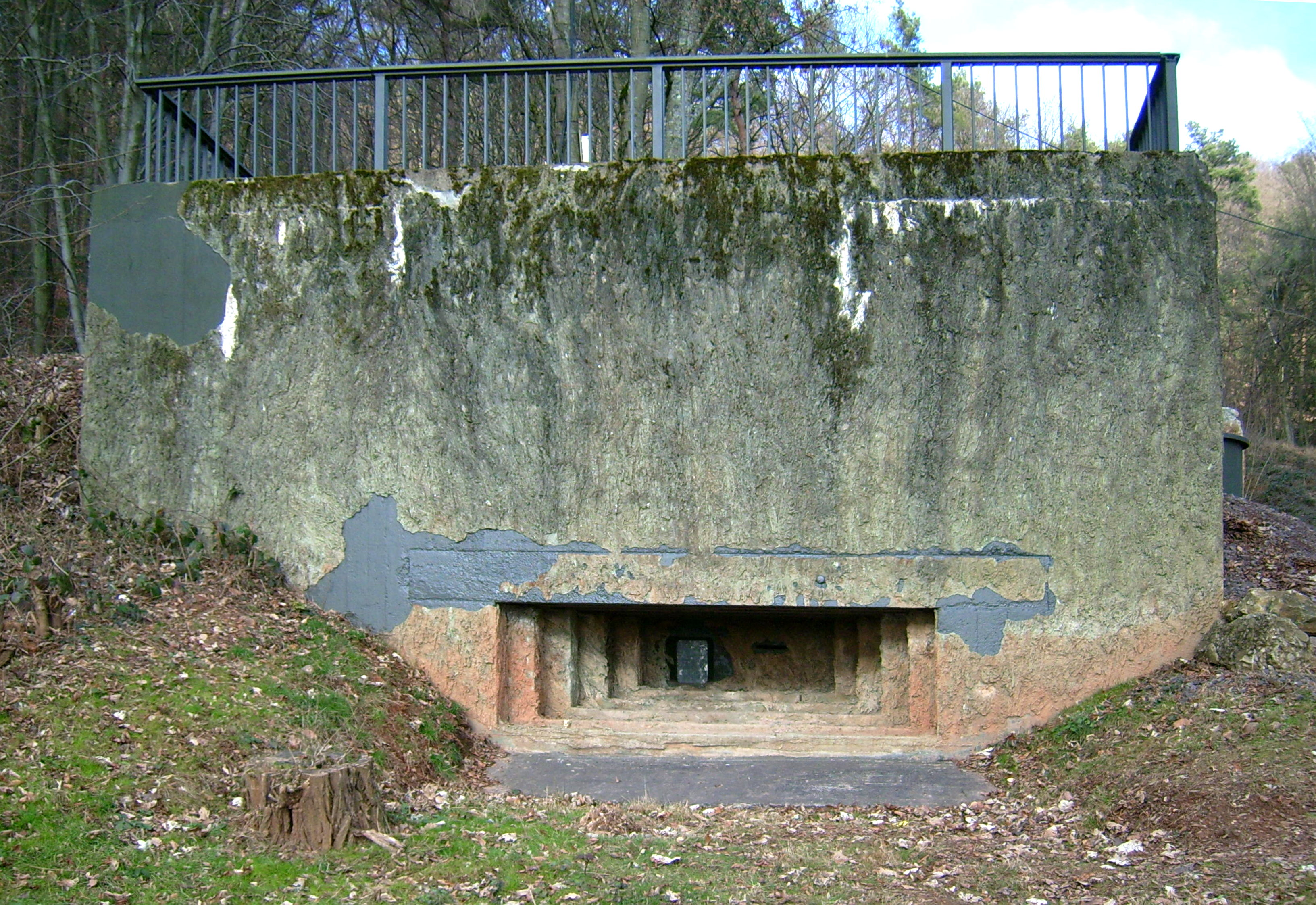
„Litermont-Bunker“ (errichtet 1938), Westwallbefestigung

Mit der Kriegserklärung Frankreichs an das Deutsche Reich am 3. September 1939 wurde die Gemeinde Diefflen als einzige Talgemeinde des Nalbacher Tales im Rahmen der Freimachung der Roten Zone vollständig evakuiert. Die Bewohner mussten innerhalb weniger Stunden ihre Heimat verlassen. Bergungsgebiete waren für Diefflen verschiedene Orte in Thüringen und Sachsen.
Die übrigen Talgemeinden Nalbach, Piesbach, Körprich und Bilsdorf wurden erst am 1. Dezember 1944 mit der Positionierung der Westfront bei Saarlouis evakuiert, da die Dörfer einem starken Artilleriebeschuss der US-amerikanischen Streitkräfte vom Limberg aus ausgesetzt waren. Es kam auch zum verstärkten Einsatz von Tieffliegern. Im März 1945 wurden in einer kriegstechnisch sinnlosen Aktion alle Primsbrücken durch deutsche Truppen gesprengt, bevor am 18. bzw. 19. März 1945 alle Nalbacher Talgemeinden durch US-Truppen erobert wurden.
Nachkriegszeit
Im Jahr 1947 wurde Nalbach Teil des teilautonomen Saarstaates
Am 1. Juli 1951 wurden die unter NS-Herrschaft zwangsvereinigten Talgemeinden Körprich und Bilsdorf wieder getrennt. Bilsdorf erbaute in den Jahren 1949–1951 an der Stelle der 1891 erbauten Kapelle eine eigene Kirche.
Volksabstimmung zum Saarstatut 1955
Am 23. Oktober 1954 war zwischen dem deutschen Bundeskanzler Konrad Adenauer und dem französischen Ministerpräsidenten Pierre Mendès France das Abkommen zwischen den Regierungen der Bundesrepublik Deutschland und der Französischen Republik über das Statut der Saar ausgehandelt worden. Bis zum Abschluss eines Friedensvertrages mit Deutschland sah das Abkommen die Unterstellung des Saarlandes unter einen Kommissar der Westeuropäischen Union vor. Dieser sollte das Land nach außen vertreten. Die saarländische Regierung sollte jedoch weiter für die inneren Angelegenheiten zuständig und die wirtschaftliche Anbindung an Frankreich erhalten bleiben. Allerdings war auch eine engere wirtschaftliche Vernetzung mit der Bundesrepublik vorgesehen.
Bei der Volksabstimmung zum Abkommen am 23. Oktober 1955 über das europäisches Statut des Saarlandes stimmten die Nalbacher Talgemeinden folgendermaßen ab:
- Nalbach: 569 Wahlberechtigte stimmten mit Ja; 1322 Wahlberechtigte stimmten mit Nein.
- Diefflen: 1151 Wahlberechtigte stimmten mit Ja; 1447 Wahlberechtigte stimmten mit Nein.
- Piesbach: 392 Wahlberechtigte stimmten mit Ja; 649 Wahlberechtigte stimmten mit Nein.
- Bilsdorf: 247 Wahlberechtigte stimmten mit Ja; 293 Wahlberechtigte stimmten mit Nein.
- Körprich: 229 Wahlberechtigte stimmten mit Ja; 689 Wahlberechtigte stimmten mit Nein.

(Der saarländische Landesdurchschnitt der Nein-Sager lag bei 67,7 %.) Durch die darauf folgenden Verhandlungen und den Luxemburger Vertrag vom 27. Oktober 1956, in dem Frankreich der Rückgliederung des Saarlandes unter westdeutsche Hoheit zustimmte, wurde die Gemeinde Nalbach zum 1. Januar 1957 politisch und am 6. Juli 1959 („Tag X“) wirtschaftlich der Bundesrepublik Deutschland angeschlossen.
Bergrutsch am Hoxberg
Im Winter 1965/66 kam nach starken Regenfällen der an den Ortsteil Körprich angrenzende Hoxberg ins Rutschen. Dabei wurden 18 Häuser in der Waldstraße zerstört.
Abtrennung Diefflens
Der Plan einer Eingemeindung der Nalbacher Talgemeinde Diefflen nach Dillingen reichte schon in die Zeit der frühen 1920er Jahre zurück. Schon damals hatte sich abgezeichnet, dass sich Diefflen vom Bauerndorf zu einer reinen Arbeiter-Wohnsitzgemeinde entwickeln würde, deren Steuerkraft nicht dazu ausreichen würde, größere Aufgaben bewältigen zu können. Erst in der Zeit nach dem Zweiten Weltkrieg wurden diese Pläne im Jahr 1951 und 1959 wieder aufgegriffen, dann aber nicht weiter verfolgt. Ebenfalls führten im Jahre 1963/64 abgehaltene Verhandlungen einer Kommission des Dieffler Gemeinderates mit einer Kommission des Dillinger Stadtrates zu keinem Ergebnis. Nach weiteren Verhandlungen in den Jahren 1967–1968 wurde vom Dieffler Kommissionsmitglied Josef Jost-Reiter ein „Entwurf zum Gebietsänderungsvertrag zwischen der Stadt Dillingen/Saar und der Gemeinde Diefflen“ vorgelegt. Die Gemeinderäte Diefflens und Dillingens stimmten im Jahr 1968 für die Umsetzung des Vertrages, was von der saarländischen Landesregierung am 19. Juli 1969 bestätigt wurde. Nach der Zusicherung von finanziellen Entschädigungen stimmte der Amtsrat von Nalbach in geheimer Abstimmung mit 16 zu 4 Stimmen für die Ausgliederung von Diefflen aus der Bürgermeisterei Nalbach. Damit wurde Diefflen mit damals 4298 Einwohnern und 5,04 km2 Fläche zum dritten Stadtteil Dillingens.
Gebietsreform
Mit der kommunalen Gebietsreform wurde am Neujahrstag 1974 die neue Einheitsgemeinde Nalbach mit den Gemeindebezirken Nalbach, Piesbach, Körprich und Bilsdorf gegründet. Die Verleihung des Gemeindewappens erfolgte am 24. April 1978 durch die Regierung des Saarlandes. Im Zusammenhang mit der saarländischen Kommunalreform hatte das Innenministerium des Saarlandes unter Minister Ludwig Schnur vorgeschlagen, die Nalbacher Außensiedlungen Bierbach und Ziegelei der Gemarkung Diefflens (seit 1969 zur Stadt Dillingen/Saar) zuzuschlagen, da deren Bebauung unmittelbar mit der Diefflens verbunden ist. Die Bewohner der beiden Außensiedlungen entschieden sich in einer Bürgerbefragung jedoch mit 65 Stimmen für einen Verbleib bei Nalbach, 7 Personen sprachen sich für Diefflen aus, zwei Stimmen waren ungültig.
Die Gemeinde Nalbach erbaute in den Jahren 1978–1980 in allen Ortsteilen große Mehrzweckhallen.

### Das Nalbacher Tal im 21. Jahrhundert
In den Jahren ab 2006 sollte im Bereich des Hoxbergs Steinkohleabbau durch den heimischen Bergbau erfolgen. Anwohner befürchten gravierende Schäden.
Seit einem starken Erdbeben am 23. Februar 2008 (siehe Bergbau im Saarland) gab es einen Abbaustopp.

## Religion

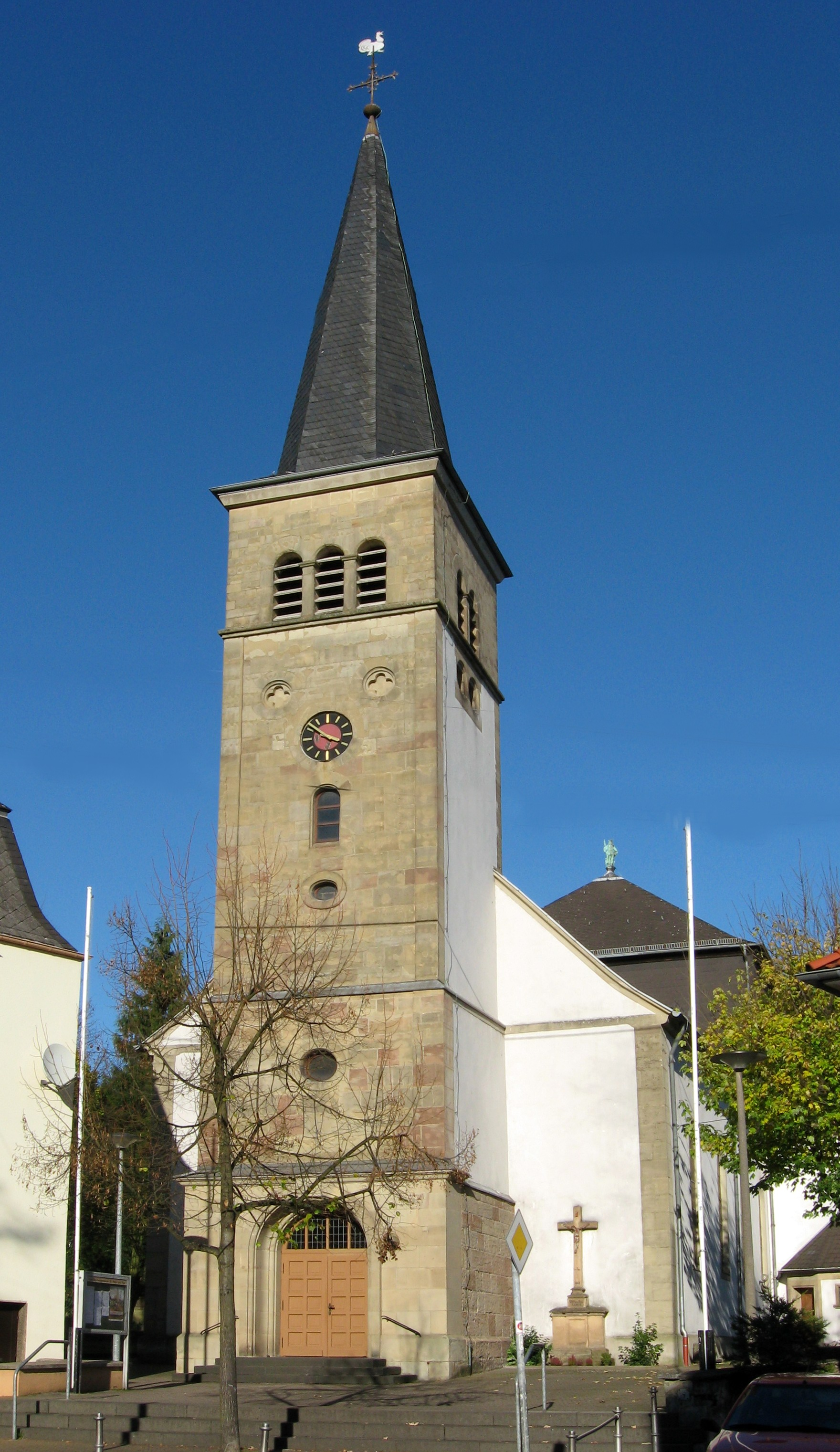
Katholische Kirche St. Peter und Paul

### Christentum
Katholische Kirche
Im Zuge der Strukturreform 2020 im Bistum Trier wurde zum 1. September 2011 die Pfarreiengemeinschaft Nalbach mit den eigenständigen Pfarreien St. Peter und Paul in Nalbach, St. Johannes der Täufer in Piesbach, Herz Jesu in Bilsdorf und St. Michael in Körprich errichtet. Gemeinsamer Pfarrer dieser Pfarreien ist Manfred Plunien. Die Pfarrei Nalbach wurde erstmals im 11. Jahrhundert urkundlich erwähnt.
Evangelische Kirche
Die Gemeinde Nalbach zählt zur Evangelischen Kirchengemeinde Dillingen (Evangelische Kirche (Dillingen/Saar)).

### Judentum

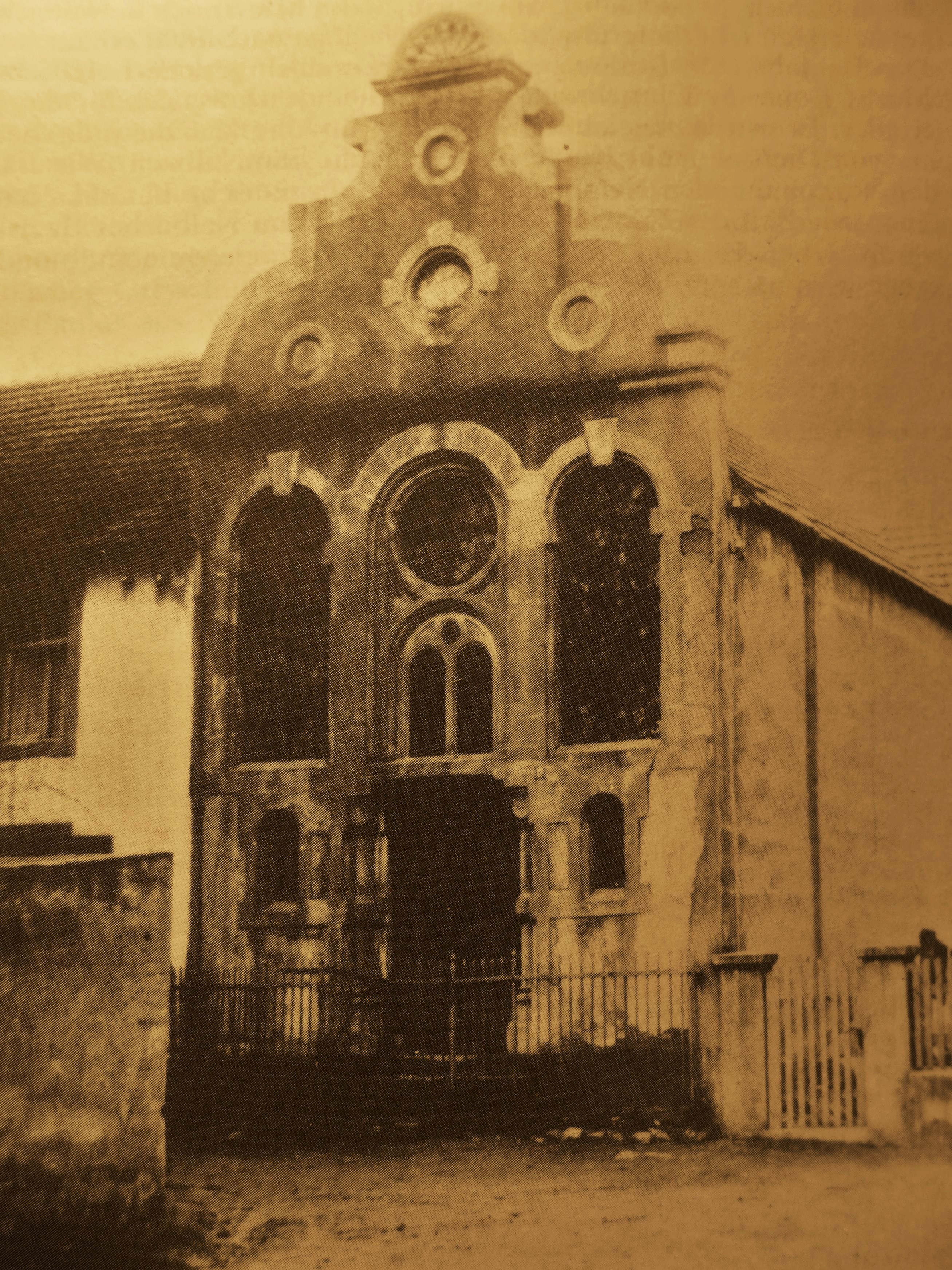
Synagoge in Nalbach vor der Zerstörung (Gemeindearchiv Nalbach)

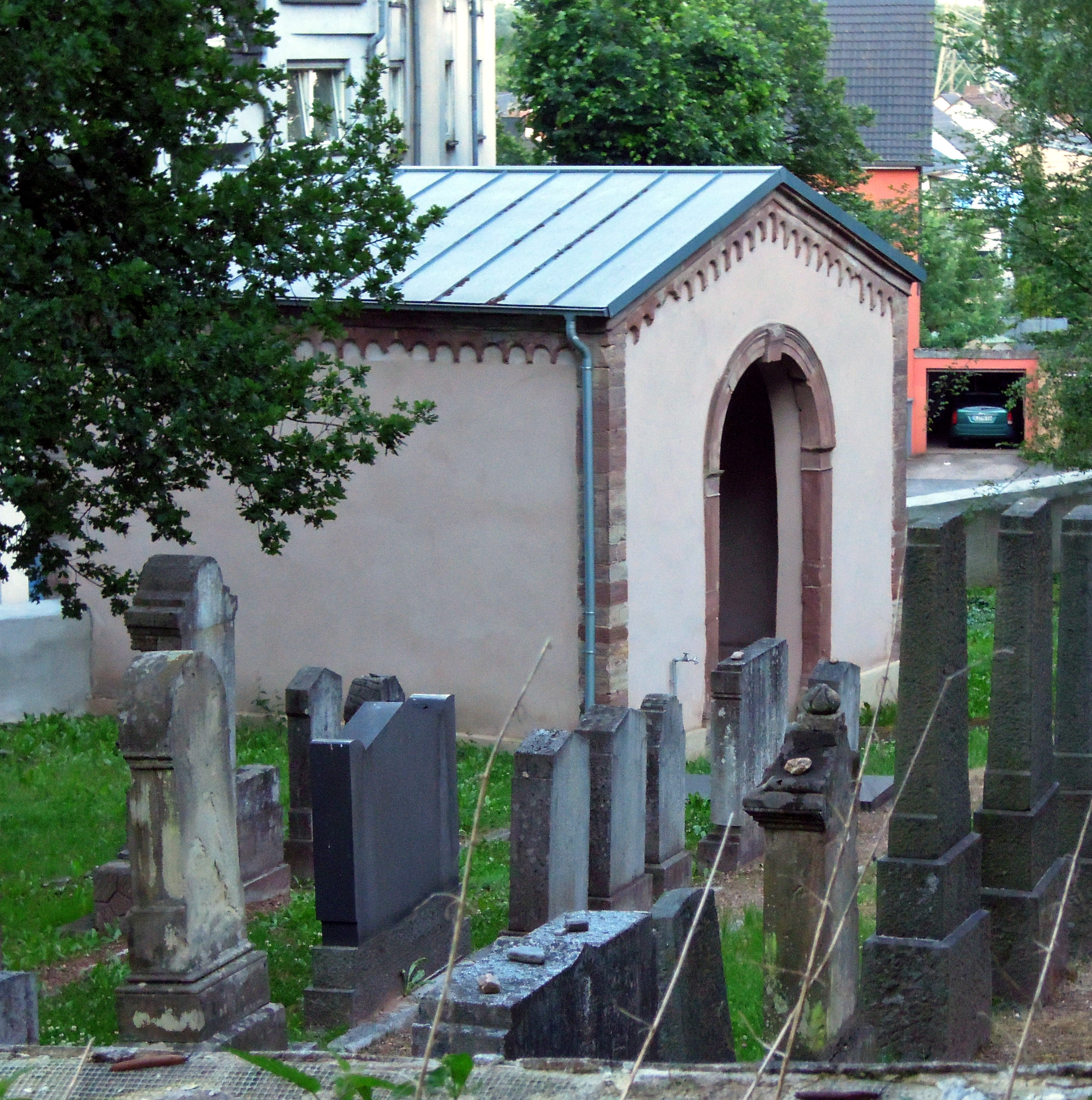
Judenfriedhof Diefflen, Friedhof der umliegenden jüdischen Gemeinden, Eingangshalle

In Nalbach bestand eine kleine jüdische Gemeinde bis in den Zeitraum 1937/40. Ihre Entstehung geht in die Zeit des 16./18. Jahrhunderts zurück, als die ersten jüdischen Familien im Nalbacher Tal (das heißt vor allem auch in Diefflen) lebten. Bereits 1591 wird ein „Jud Meyer“ in Nalbach genannt.
Im Jahr 1723 wird ein Jude aus Diefflen genannt, der damals wegen eines Verstoßes gegen die kurtrierische Judenordnung aus dem Haus eines Christen ausziehen musste. Zehn Jahre später, im Jahr 1733, lebten insgesamt zwölf jüdische Familien im Nalbacher Tal. Zu Beginn des 19. Jahrhunderts, im Jahr 1808, wurden 16 jüdische Einwohner in Nalbach und 32 in Diefflen gezählt. Bis zum Jahr 1858 nahm ihre Zahl auf 68 in Nalbach zu, um danach durch Aus- und Abwanderung wieder zurückzugehen. Nach dem Bau der Synagoge in Nalbach im Jahr 1854 kamen die jüdischen Einwohner aus Diefflen zum Gebet und zum Gottesdienst nach Nalbach. Auch die in Dillingen im Laufe des 19. Jahrhunderts zuziehenden jüdischen Familien zählten zur jüdischen Gemeinde in Nalbach. In einem Zeitungsbericht von 1891 zum Brand der Nalbacher Synagoge ist im Blick auf die Gemeindeglieder von „15 wenig begüterten Familien der Ortschaften Nalbach, Diefflen und Dillingen“ die Rede. Am Ende des 19. Jahrhunderts bildeten Daniel Lazar, Daniel Levy I. und Moses Bonnem den Vorstand.
Im Jahr 1895 wurden 33 jüdische Einwohner in Nalbach und 20 in Diefflen gezählt.
Um 1925 war Moses Bonn Gemeindevorsteher der Gemeinde Diefflen-Nalbach. In den 1930er Jahren versah dieses Amt der in Diefflen lebende Moses Weiler.
Im Juni 1933 lebten noch 24 jüdische Personen in Nalbach (bei insgesamt 2735 Einwohnern) und zehn in Diefflen. Von diesen konnte in den folgenden Jahren ein größerer Teil den Ort verlassen, teilweise in andere Orte Deutschlands, teilweise ins Ausland. Beim Novemberpogrom 1938 wurden die noch verbliebenen jüdischen Familien überfallen und misshandelt. Eine Augenzeugin berichtet: „Leute aus unserer Nachbarschaft haben die Häuser der Juden, die in der Hauptstraße standen, geplündert […]. Auf dem Weg dorthin sah ich, wie sie die Juden auf der Straße zusammentrieben und geschlagen haben […]. Sie haben die Juden mit Koppelschlössern geschlagen; die haben wie wahnsinnig auf die Juden draufgeschlagen“. Die letzten jüdischen Einwohner wurden im Oktober 1940 ins Internierungslager nach Gurs deportiert.
Von den in Nalbach und Diefflen geborenen und bzw. oder längere Zeit am Ort wohnhaften jüdischen Personen sind in der NS-Zeit umgekommen: Fanni Baum (1857), Rosa Bonn (1887), Charlotte Hanau geb. Wolff (1877), Simon Hanau (1878), Meta Hirsch (1906), Hermann Kahn (1864), Karoline Kahn geb. Baum (1864), Therese Metzler geb. Levy (1908), Max (Marcus) Rakhovsky (1893), Adolf Salomon (1890), Louis Salomon (1900), Josephine Weiler (1889), Julia Weiler (1887), Martha Weiler (1899), Samuel Weiler (1855), Theresia Weiler geb. Levy (1857), Eugen Wolff (1897), Ferdinand Wolff (1882 oder 1886?), Friedrich (Fréderique) Wolff (1873), Hedwig(e) Wolff (1880), Wilhelmine Wolfskehl geb. Wolff (1879).
Die Synagoge
Die in Nalbach und Diefflen lebenden jüdischen Familien benützten zeitweise gemeinsame Einrichtungen, vor allem nach dem Bau der Synagoge in Nalbach. Um das Jahr 1850 war in Diefflen ein Betraum in einem jüdischen Privathaus eingerichtet worden. In Nalbach diente ein baufälliges Gebäude als Synagoge. Da die wenig begüterten jüdischen Familien Diefflens und Nalbachs alleine keine Synagoge hätten bauen können, erhielten sie finanzielle Unterstützung von jüdischen Familien aus Saarwellingen. Diese gaben der Nalbacher Gemeinde die für den Bau noch nötigen Gelder zinslos auf fünf Jahre. So konnte die Synagoge vermutlich im Zeitraum 1853/54 in der Mittelstraße 17 erbaut und am 20./21. Oktober 1854 (Schabbat Bereschit) eingeweiht werden.
Am 27. November 1891 brannte die Synagoge ab. Auf Grund von eigenen Mitteln einschließlich des Betrages der Feuerversicherung und vermutlich auf Grund eines Darlehens sowie der aus anderen Gemeinden eingegangenen Spendengeldern konnte die Synagoge noch im Zeitraum 1891 bis 1892 umfassend renoviert werden. Bei der Synagoge handelte es sich um einen Längssaal mit Satteldach. Der Bau hatte die relativ kleinen Maße von ca. 6,30 m Breite und ca. 10,70 m Tiefe. Durch die enge Bebauung und das fehlende Licht an beiden Längsseiten war es nötig, den Eingangsgiebel und vermutlich auch die Giebel im Bereich des Toraschreines mit großen Fenstern zu versehen. Die Eingangsfassade war nach Motiven der niederdeutschen Renaissancearchitektur gestaltet.
Im Jahr 1922 wurde das Gotteshaus einer Renovierung unterzogen.
Auf Grund der in der NS-Zeit zurückgegangenen Zahl der jüdischen Gemeindeglieder wurde die Synagoge im Jahr 1937 verkauft. Die wichtigsten Ritualgegenstände wurden entfernt. Beim Novemberpogrom im Jahr 1938 wurde die verbliebene Ausstattung der Synagoge demoliert. Das Gebäude blieb jedoch insgesamt erhalten, wurde im Zweiten Weltkrieg 1944/45 durch Artilleriebeschuss beschädigt, konnte aber noch bis zum Abbruch in den Jahren 1950/51 als Lagerraum für landwirtschaftliche Vorräte verwendet werden.

## Eingemeindungen
Am 1. Januar 1974 wurden die bis dahin selbständigen, aber zum Amt Nalbach zugehörigen Gemeinden Bilsdorf, Körprich und Piesbach eingegliedert.

## Politik

### Gemeinderat
Der Gemeinderat mit 27 Sitzen setzt sich nach der Kommunalwahl vom 9. Juni 2024  wie folgt zusammen:
- SPD: 16 Sitze (+1)
- CDU: 11 Sitze (+1)
- LINKE: k. A. (−2)

### Bürgermeister
Seit dem Jahr 1900 haben folgende Personen die Gemeinde Nalbach geleitet:
- 1900–1920: Nikolaus Paquet
- 1921–1935: Eduard Mathieu
- 1935–1936: (?) Rüther
- 1936–1945: Johann Schnur
- 1945–1949: Alois Leopold Montada
- 1949–1952: Nikolaus Dewes (kommissarisch)
- 1952–1972: Gottfried Becker
- 1972–1976: Karl Willems (Beauftragter)
- 1976–1985: Hans Klein
- 1985–2003: Kurt Adam, SPD
- 2003–2012: Patrik Lauer, SPD
- seit 1. August 2012: Peter Lehnert, parteilos

### Wappen und Gemeindefarben
Die Gemeinde Nalbach führt das folgende Gemeindewappen:
In Rot auf silbernem, mit einem blauen Wellenbalken belegten Berg ein silbernes Kleeblattkreuz, bewinkelt von vier sechsstrahligen silbernen Sternen.
Durch die Symbolik des Wappens werden die historischen Gegebenheiten sowie die Situation des im Jahr 1974 neugebildeten Gemeindegebietes sichtbar gemacht. Es zeigt in den kurtrierischen Farben Rot-Silber ein Kleeblattkreuz, das aus einem von einer blauen Wellenleiste belegten Berg herauswächst und von vier Sternen bewinkelt wird. Das Kreuz ist eine heraldische Nachbildung des Litermontkreuzes. Das historische Reliquienkreuz des Trierer Stiftes St. Simeon in der Porta Nigra aus dem Jahr 1444, das sich heute im Trierer Domschatz befindet, weist die gleiche Kleeblattgestaltung an den Enden der Kreuzarme auf. Die Kombination von silbernem Kreuz auf rotem Grund des Nalbacher Wappens greift darüber hinaus die Gestaltung des historischen Reichsbanners des Heiligen Römischen Reiches auf.
Der Litermont ist im Nalbacher Wappen als silberner Berg dargestellt. Die blaue Wellenleiste versinnbildlicht die Prims, die alle Talgemeinden des Nalbacher Tales verbindet. Die Sterne stehen für die vier aktuellen Gemeindebezirke der am Neujahrstag 1974 gebildeten Einheitsgemeinde Nalbach: Nalbach, Piesbach, Bilsdorf, Körprich. Die Talgemeinde Diefflen wurde heraldisch nicht mehr berücksichtigt, da sie im Jahr 1969 aus der Bürgermeisterei Nalbach ausschied und an Dillingen angegliedert wurde. Die Sterne leiten sich vom historischen Siegel des Simeonsstiftes in der Trierer Porta Nigra her. Das Stift, das seit dem 11. Jahrhundert Hoheitsrechte über das Nalbacher Tal hatte, führte unter anderem Sterne in seinem Siegel. Das Nalbacher Wappen wurde durch Alois M. Peter entworfen.
Gleichzeitig mit der Verleihung des Wappens wurde der Gemeinde Nalbach das Recht zugestanden, die alten kurtrierischen Farben „Rot-Weiß“ („Rot-Silber“) als Gemeindefarben zu führen. Die Farben Rot-Silber des Trierer Wappens, die im Nalbacher Wappen verwendet werden, gehen auf den Kreuzzug von Damiette zurück, an dem niederdeutsche Kreuzfahrer in den Jahren 1217 bis 1221 teilnahmen. Die Farbkombination „Weiß-Blau“ („Silber-Blau“) im Gemeindewappen (blaues Wellenband der Prims vor silbern-weißem Berg) kann auch als historische Reminiszenz an die kurpfälzisch-wittelsbachische Vogtei des Nalbacher Tales gedeutet werden.

Wappen von Kurtrier als heraldisches Vorbild des Nalbacher Wappenkreuzes
Historisches Wappen der wittelsbachischen Kurpfalz mit den weiß-blauen wittelsbachischen Wecken

Geschichtlicher Hintergrund
Der Trierer Erzbischof Eberhard schenkte dem Stift St. Simeon im Jahr 1048 den Hof Nalbach. Dieser Besitz wurde im Jahr 1071 von Erzbischof Udo bestätigt und blieb auch in der Güterliste des Stiftes aus dem Jahr 1098 enthalten. Im Jahr 1155 wurde Nalbach mit seiner Kirche und dem zugehörigen Kirchenzehnt dem Stiftskapitel von St. Simeon zugewiesen. Zu der ausgedehnten Grundherrschaft Nalbach gehörten noch die Dörfer Bettstadt, Bierbach, Bilsdorf, Diefflen, Körprich und Piesbach sowie das im 17. Jahrhundert aufgegebene Teter und die ausgegangenen Höfe bzw. Teilsiedlungen Etzelbach, Fußbach, Heisterbach, Heuchlingen, Heynschiet, Huytscheid und Pedelsbach. Das Stift konnte die grundherrschaftlichen Rechte mit Besthaupt, Bannmühle, Waldrechten weitgehend behaupten, wenn auch mit beträchtlichen Einbußen an die Vögte. Vermutlich wegen der zeitweiligen Schutzherrschaft der Herzöge von Lothringen musste das Simeonsstift im Jahr 1681 vor der Metzer Reunionskammer hinsichtlich der Herrschaft Nalbach mit seinen angeschlossenen Siedlungen die Huldigung leisten. Die Vogtei war vom Trierer Erzbischof an den Raugrafen verlehnt und von diesem an Untervögte weitergegeben worden. Von diesen wurde sie als erbliches Lehen geteilt. Anteile konnte das Stift zwar in den Jahren 1331 und 1392 erwerben, musste sie aber 1536 dem Trierer Erzbischof überlassen. Vermutlich mit diesem zurückerworbenen Anteil konnte der Erzbischof dann die Landeshoheit über die Hälfte des Nalbacher Tales durchsetzen, während die übrige Hälfte als ursprüngliches Vogtlehen auf dem Erbwege über die Grafen von Veldenz an Kurpfalz fiel. Im Jahr 1718 ging dieser Teil aber als reichsunmittelbarer Besitz an die Herren von Hagen, obwohl diese als Erben der Untervögte in den Besitz gekommen waren.

## Bildung

### Kindergärten
In der Gemeinde Nalbach gibt es drei Kindergärten.
- St. Peter und Paul, Nalbach
- St. Michael, Körprich
- St. Johannes, Piesbach

### Schulentwicklung

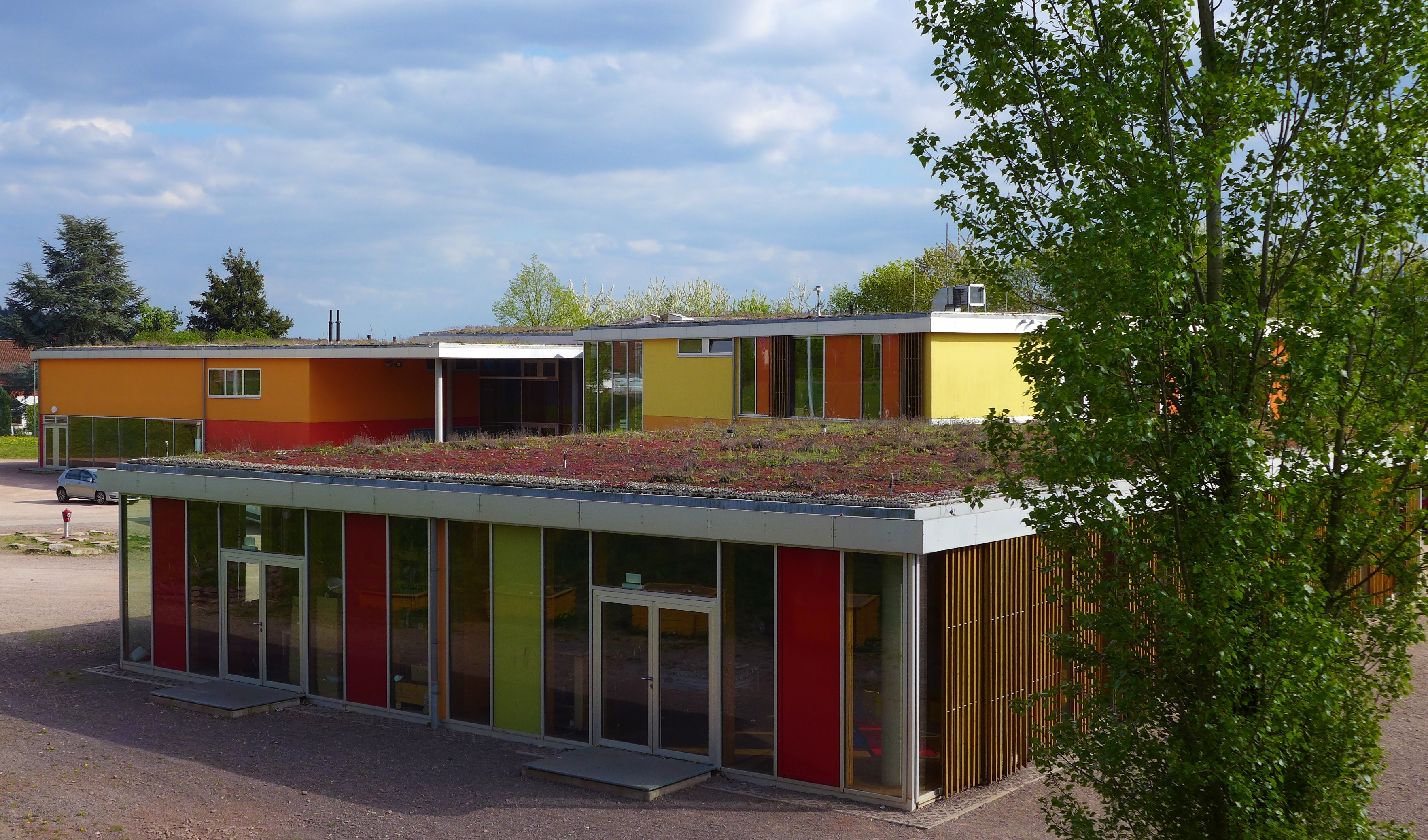
Nalbach, Grundschule

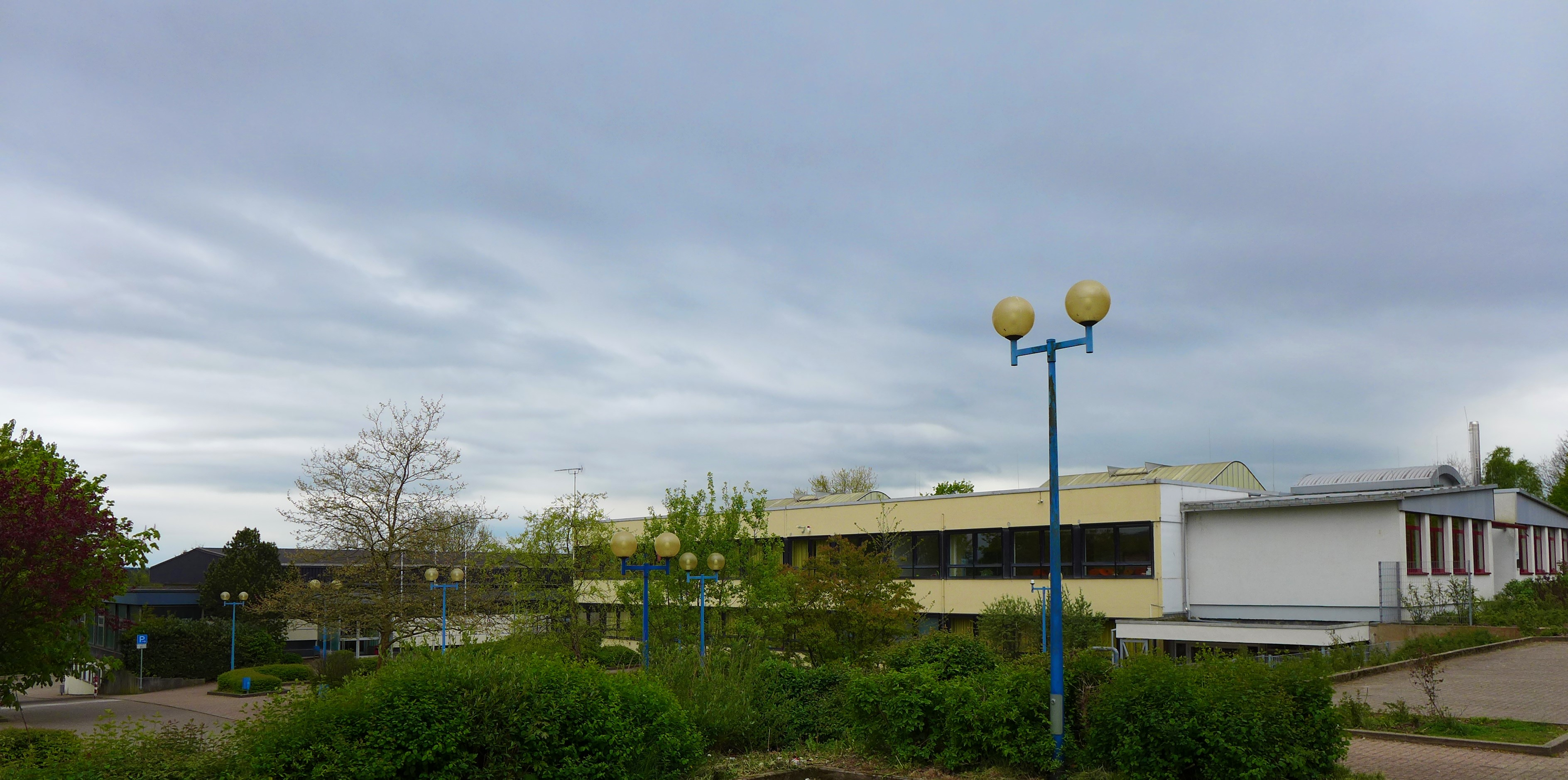
Nalbach, Litermonthalle und Schule auf dem Galgenberg

Im Jahr 1618 wurde im Nalbacher Tal durch Wilhelm Marzloff von Braubach die Einrichtung einer Schule mit Schulmeister verordnet.

„Item es soll gemeinerseits von den Herren auf einen qualifizierten Scholmeister bedacht werden, der in allen und zutragenden Fällen vor einen gemeinen Schreiber gebraucht werden soll, welcher vor sein Salarium (Lohn) pro qualitate von den Beamten solle Ordnung bekommen.“

Der Schulmeister sollte also die Kinder des gesamten Nalbacher Tales unterrichten als auch als Gemeinde- und Gerichtsschreiber amten und nach Leistung entlohnt werden. In einer Liste aus dem Jahr 1623 wird ein Cornelius Noper als „Ludimagister“ (Elementarschullehrer) genannt. Noper war ebenso Wirt in Nalbach. Der Schulbetrieb war auf den Winter beschränkt, da die Kinder in der übrigen Zeit ihren Eltern in der Landwirtschaft zur Hand gehen mussten. Durch den Dreißigjährigen Krieg ging diese Schuleinrichtung unter. Erst für das Jahr 1708 findet sich in den Sterberegistern der Nalbacher Pfarrei St. Peter und Paul wieder ein Ludimagister namens Friedrich Meyer. Dessen Amtsnachfolger Johann Martin Reichard nennt sich „Schulmeister des Nalbacher Tales“. Wie seine Amtsvorgänger war Reichard auch Gemeindeschreiber. Offensichtlich scheint manchen Eltern und Schülern des Nalbacher Tales der regelmäßige Schulbesuch nicht auf den ersten Plätzen ihrer Dringlichkeitsliste gestanden zu haben. In der Polizeiverordnung für die Ortschaften des Nalbacher Tales vom 6. Juni 1726 heißt es deshalb:

„Die unterthanen sollen ihre Kinder fleißig in die schulen schücken, würden sie es aber nicht thun, so sollen selbe gleichwohlen von der gewöhnlichen Zeit nicht allein der Kinder schuelgeldt dem lehrmeister zahlen, sondern nach befinden noch darbey mit einer andern Bestrafung eines goldguldten angesehen werden.“

Für das Jahr 1739 sind für Nalbach zwei Klassenräume verzeichnet. Allerdings scheinen die Eltern den Schulbesuch ihrer Kinder recht nachlässig gehandhabt zu haben, sodass Polizeiverordnungen säumigen Eltern mit Geldbußen drohen mussten. In einer Verordnung des Bischofs von Trier aus dem Jahr 1737 wird bemängelt, dass in den Pfarreien des Landkapitels Merzig aus extrem verstandenen Sparsamkeitsgründen wenig qualifizierte Lehrpersonen, ja sogar Landstreicher, als Lehrer angestellt worden seien, da diese weniger Lohn verlangten als die wirklich befähigten Lehrer. Die Trierer Verordnung ermahnt diesbezüglich die Pfarrer, solche Missstände abzustellen. Für das Jahr 1759 verzeichnen die Nalbacher Kirchenbücher einen Petrus Spanda und für das Jahr 1784 einen Petrus Willmuth als Ludimagister. Im Jahr 1787 wird ein Paulus Lampen genannt. Alle diese Nalbacher Lehrer stammten nicht aus dem Nalbacher Tal, sondern waren von auswärts zugezogen.
Im Gefolge der Neuordnungen der Französischen Revolution wurden in allen Teilgemeinden des Nalbacher Tales eigene Schulen eingerichtet, die jedoch im Vergleich zu heutigen Verhältnissen eher behelfsmäßigen Charakter hatten. Bis in die zweite Hälfte des 19. Jahrhunderts hinein finden sich nämlich in den Nalbacher Standesamtsregistern Einträge zu Personen, besonders Frauen, die nicht in der Lage waren, selbständig ihren Namen bei der Unterschriftsleistung einzutragen.
Mit dem Übergang des Nalbacher Tales an das Königreich Preußen im Jahr 1816 wurde offiziell die allgemeine Schulpflicht eingeführt. Im Jahr 1818 richtete man in Trier ein erstes Lehrerseminar ein und es wurden Pfarrschulinspektoren ernannt. Für die Bürgermeistereien auf der rechten Saarseite war dies der Nalbacher Pfarrer Matthias Kimmer. Paulus Lampen, der sich jetzt Paulus Lamp nannte, übernahm die Nalbacher Gemeindeschule. Der Leiter der Dieffler Schule wurde im Jahr 1819 Paul Kiefer. In Körprich unterrichtete der im Trierer Seminar ausgebildete Nikolaus Puhl in einem kleinen Haus unterhalb der Michaelskapelle. In Bilsdorf leitete Peter Scholer den Unterricht und in Piesbach-Bettstadt Johannes Spurk. Alle Gemeindeschulen waren einklassig und verfügten nur über eine einzige Lehrerstelle. Angesichts der prekären Finanzlage in der ersten Hälfte des 19. Jahrhunderts waren die Dörfer des Nalbacher Tales nicht in der Lage, neue Schulhäuser zu errichten. Die Schulpflicht begann mit dem siebten oder achten Lebensjahr und endete mit dem zehnten oder elften. Erst im Jahr 1867 wurde angeordnet, dass die Kinder bis zum vollendeten 14. Lebensjahr schulpflichtig seien. Die Winterschulen wurden ebenfalls aufgehoben.
Bis zum Jahr 1845 benutzte man in Nalbach das alte Küsterhaus in der unteren Etzelbachstraße als Schulhaus. Seit dem Jahr 1819 wurde Lehrer Paulus Lamp durch seinen Sohn Nikolaus im Schul- und Küsterdienst unterstützt. Im Jahr 1827 wurde Nikolaus Lamp Leiter der Nalbacher Schule. Im Jahr 1845 konnte die Gemeinde Nalbach ein eigenes Schulhaus am Rathausplatz an der Prims errichten, das schon bald aufgrund von Platzmangel durch An- und Aufbauten vergrößert werden musste. Hier befand sich auch eine Lehrerwohnung. In den Jahren 1927/1928 wurde in schlossartig, neobarocken Formen ein großes neues Schulhaus an der Fußbachstraße auf dem Kirchberg errichtet und im Jahr 1937 von sechs auf neun Klassenräume erweitert. Dieses Gebäude, das sich weithin sichtbar auf einem Sandsteinfelsen über der Nalbacher Hubertusstraße erhob, wurde in den Jahren 2013 durch die Dillinger Architektinnen Lisa Groß und Sabine Waschbüsch Dillingen seines historischen neobarocken Charakters völlig entkleidet und dient nun in nüchtern purifizierten Formen als Rathaus der Gemeinde Nalbach. Das Schulhaus des Jahres 1845 an der Prims diente nach dem Bau der Fußbachschule bis zum Jahr 1973 als hauswirtschaftliche Berufsschule. In der Zeit des Nationalsozialismus hatte hier die Nalbacher NSDAP-Ortsgruppe ihr Parteibüro. Das Gebäude wurde im Jahr 1984 abgerissen und an seiner Stelle das Feuerwehrhaus errichtet, das man am 20. Juni 1987 einweihte.
Im Jahr 1965 begann man mit den Planungen zum Bau der Litermontschule als Sekundarstufenschule. Das neue Gebäude auf dem ehemaligen Nalbacher Galgenberg, der historischen Hinrichtungsstätte des Nalbacher Tales, wurde am 29. Mai 1970 eingeweiht.

#### Grundschule
Mit dem Rückgang der Kinderzahlen bedingt durch den allgemeinen demographischen Wandel schloss die Gemeinde Nalbach sämtliche Grundschulen in den Teilorten und errichtete eine zentrale Grundschule in Nalbach, die nach 15 Monaten Bauzeit am 10. August 2008 eingeweiht werden konnte.

#### Weiterführende Schule
Die Gemeinschaftsschule Nalbach „Schule am Litermont“ führt zu folgenden Schulabschlüssen:
- Hauptschulabschluss nach Klassenstufe 9
- Hauptschulabschluss mit der Berechtigung zum Übergang in eine zweijährige Berufsfachschule
- Hauptschulabschluss mit Berechtigung zum Eintritt in die Klassenstufe 10 der Gemeinschaftsschule
- Mittlerer Bildungsabschluss nach Klassenstufe 10
- Mittlerer Bildungsabschluss mit der Berechtigung zum Übergang in die gymnasiale Oberstufe nach der Klassenstufe 10
- Allgemeine Hochschulreife – Abitur

## Kunst und Kultur
Skulpturenweg

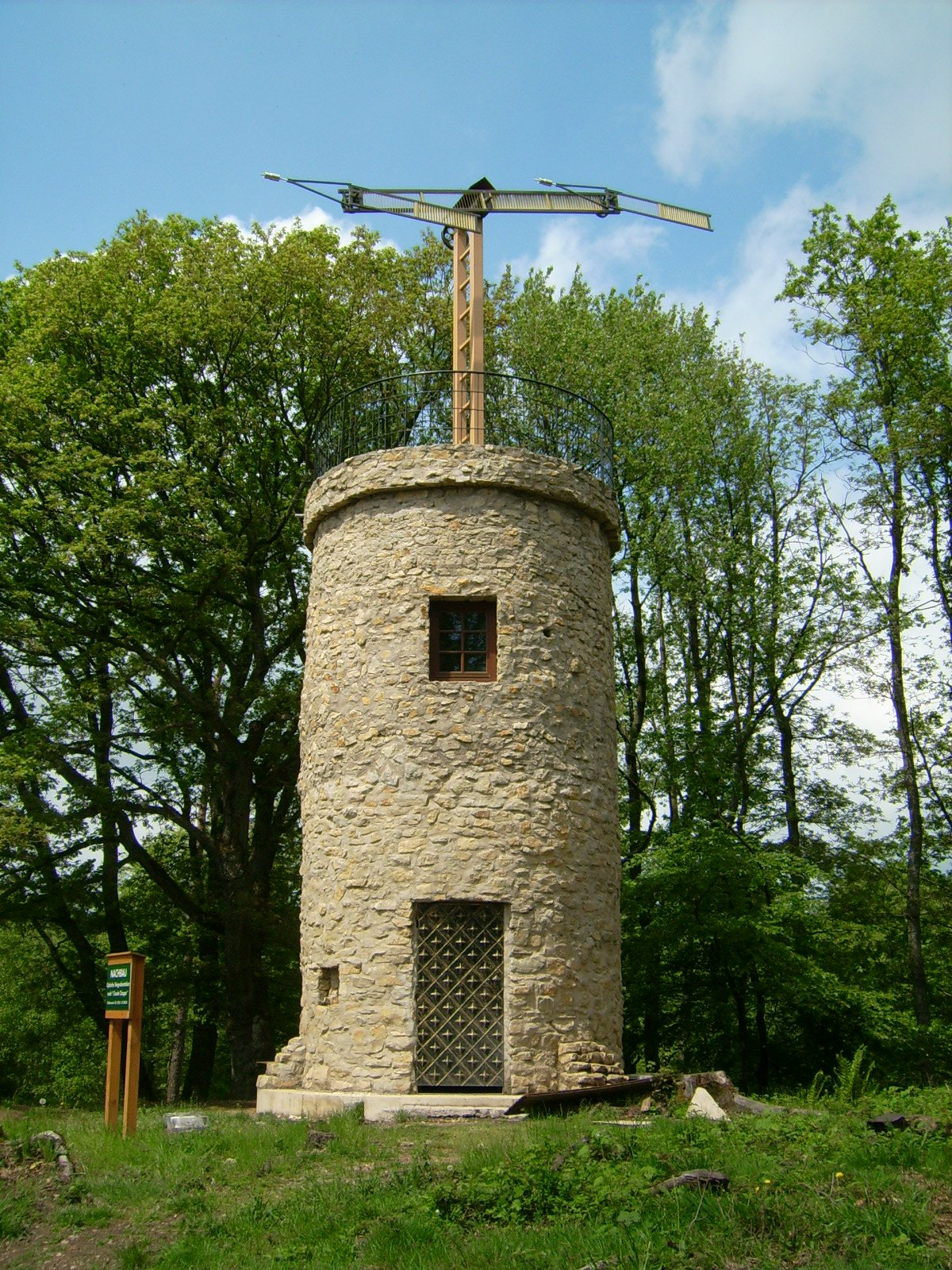
Nachbau eines Telegrafenturms auf dem Litermont oberhalb von Nalbach

Der Skulpturenweg mit Holzbildhauerarbeiten des aus Berlins stammenden und in Niederbayern tätigen Künstlers Örnie Poschmann befindet sich am Litermont. Die Kunstwerke entstanden aus Pappeln, die aus Sicherheitsgründen gefällt werden mussten.
Litermontmuseum und Geschichtspark
Das Litermontmuseum am Fuße des Litermonts ist ein ehemaliger Westwallbunker, in dem Aspekte der Geschichte des Zweiten Weltkrieges anschaulich gemacht werden und der Litermont mit seiner Sagenwelt vorgestellt wird. Der angrenzende Geschichtspark befasst sich mit landwirtschaftlichen Geräten des letzten Jahrhunderts.
Optische Telegrafenstation
Nach dem verlorenen Russland-Feldzug befahl Napoleon Bonaparte im Jahre 1813 den Bau einer Telegrafenlinie von Metz nach Mainz, wobei auch eine Station auf dem Litermont errichtet wurde. Die Stationen dienten Napoleon dazu, immer über die Ereignisse an der östlichen Grenze seines Reiches informiert zu sein. Die ursprüngliche Anlage stand bis 1813 auf dem Gipfel. Mit den preußischen Eroberungen des Jahres 1814 verfiel die Anlage auf dem Litermont. Im Jahre 2000 gründete sich der Förderverein „Optische Telegrafenstation Litermont e. V.“, der die jetzige Station nachgebaut hat. Die heutige Anlage basiert auf historischen Bauplänen und ist betriebsfertig, so dass die Funktionsweise des Telegrafen im Rahmen einer Besichtigung vorgeführt werden kann.

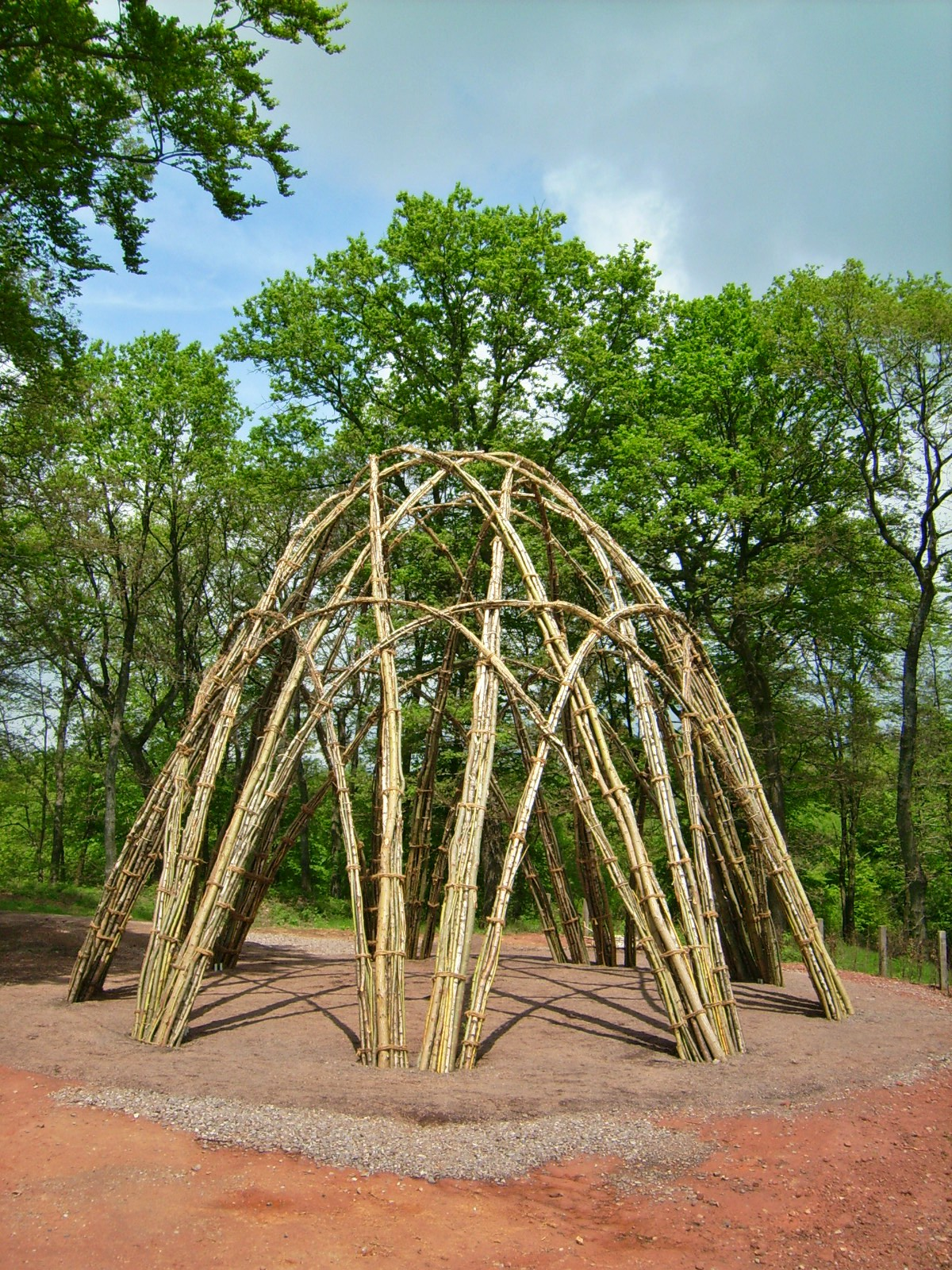
Weidendom
Der Weidenkuppelbau auf dem Gipfel des Litermontes steht im Zusammenhang mit dem Rundwanderweg, auf dem auch die Skulpturen von Örnie Poschmann zu sehen sind. Das lebende Bauwerk besteht aus 400 Weiden und 300 Birkenstämmen. Der Durchmesser der natürlichen Kuppelkonstruktion beträgt 10 Meter. Der Kuppelbau ist das größte lebende Bauwerk im Saarland. Neun Hauptsäulen sind so angeordnet, dass der Kuppelbau neun Eingangsportale bietet. Durch die räumliche Nähe zum Gipfelkreuz, zu dem jedes Jahr Hunderte von Gläubigen pilgern, sollte ein Raum der Ruhe und Besinnung geschaffen werden.
Michaelskapelle in Körprich
Die im Jahr 1332 urkundlich ersterwähnte Körpricher Kapelle St. Michael wurde in den 1930er Jahren von der Schönstattbewegung Saar umgestaltet. Die Bewegung ließ das Mosaikbild des Gnadenbildes der Mater Ter Admirabilis über dem Altar anbringen, dessen Original (Refugium Peccatorum Madonna) der italienische Maler Luigi Crosio (1835–1915) im Jahr 1898 angefertigt hatte. Seit ihrer letzten Renovierung (1985–1987) ist die Kapelle heute sowohl eine Andachtsstätte der Körpricher Gläubigen, als auch Gedenkstätte für die Gefallenen der beiden Weltkriege.
Alte Schmiede Piesbach
Der Piesbacher Schmied Jakob Becker (* um 1800) soll nach Überlieferungen die Schmiede erbaut haben. Dessen Sohn Johannes Becker (* 1826), ebenfalls Schmied, fertigte im Jahr 1852 in dieser Schmiede das Litermontkreuz an. Dieses wurde mit einem Pferdewagen feierlich zum Litermont gebracht und aufgestellt. Johann Becker (* 1863), Sohn von Johannes, renovierte im Jahr 1902 das Litermontkreuz, nachdem es durch einen Orkan beschädigt worden war, ebenfalls in dieser Schmiede. Die Schmiede wurde bis zum Jahr 1965 betrieben und dann endgültig geschlossen. Im Zuge des Wettbewerbs „Unser Dorf hat Zukunft“ (2006–2007) wurde die Idee aufgegriffen, diese Schmiede zu renovieren und in ein Museum umzuwandeln. Im April 2006 erfolgte die Schlüsselübergabe an die Gemeinde. Unter Aufsicht und Mitwirkung der Landesdenkmalpflege und durch Eigenleistung der Mitglieder der Arbeitsgruppe „Bauentwicklung und Baugestaltung“ wurde die Schmiede restauriert und in den ursprünglichen Zustand gebracht. So dient sie als Museum, in dem auch durch Vorführungen das Schmiedehandwerk vermittelt wird.

## Verkehr
Nalbach ist über die Bundesautobahn 8 (Perl–Bad Reichenhall) an das überregionale Straßennetz nach Deutschland, Luxemburg und Österreich angebunden.
Im ÖPNV besteht ab Saarlouis Hauptbahnhof eine regelmäßige Busverbindung.

## Friedhöfe

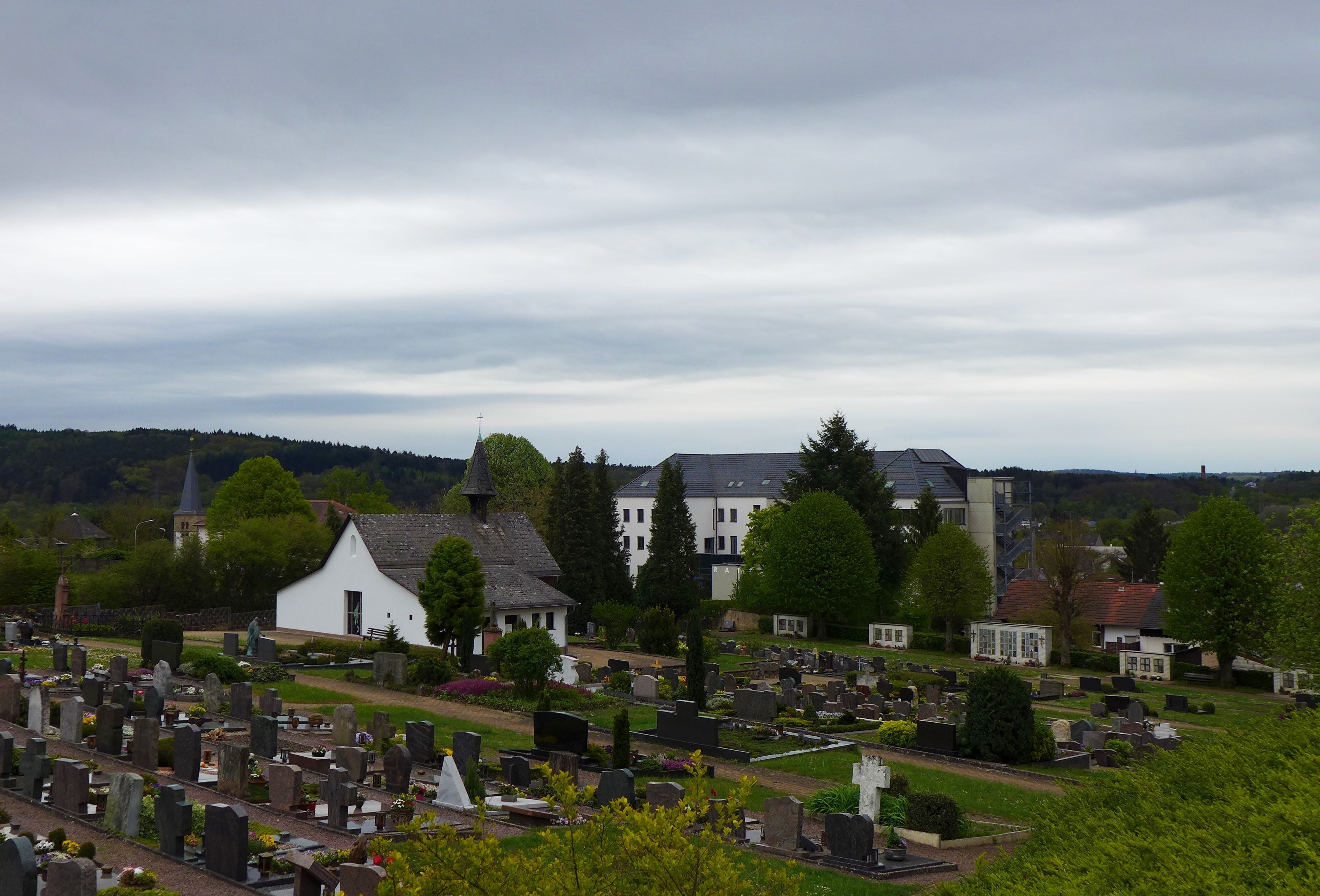
Nalbach, Friedhof mit (v. l. n. r.) dem Kirchturm, der Friedhofskapelle und dem Rathaus

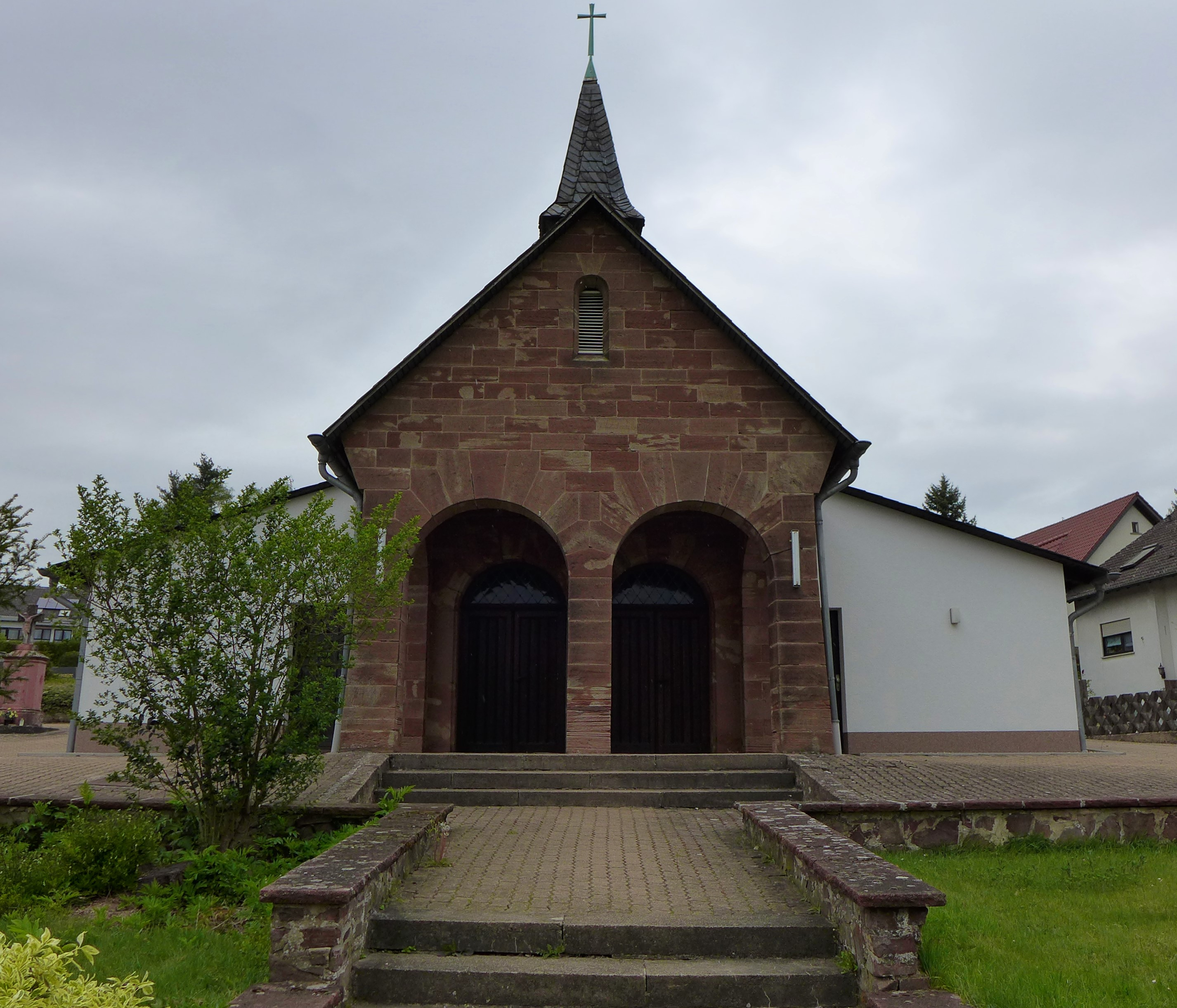
Nalbach, Friedhofshalle

Seit der Gründung der Nalbacher Pfarrei im Mittelalter wurden alle Toten des Nalbacher Tales auf dem Nalbacher Kirchhof bestattet. Bestattungen bei der Körpricher Michaelskapelle gab es erstmals in den Jahren 1695 bis 1705, als Körprich, das von allen Nalbacher Talgemeinden am weitesten von der Nalbacher St. Peter und Paul entfernt lag, kirchlich eine größere Selbständigkeit gegenüber Nalbach anstrebte. Als im Jahr 1762 die gotische Nalbacher Kirche zugunsten eines barocken Neubaues abgerissen wurde und der Nalbacher Kirchhof deshalb nicht belegbar war, wurden für vier Wochen alle Toten des Nalbacher Tales auf dem Kirchhof der Körpricher Kapelle beerdigt. Anschließend benutzte man aber wieder den Nalbacher Kirchhof bis zum Jahr 1867, als in Körprich wieder der eigene Kapellenfriedhof benutzt wurde und man im Jahr 1868 in Nalbach den aktuellen Friedhof zwischen Fußbachstraße und Galgenberg anlegte. Dieser Friedhof war als Friedhof von Nalbach, Piesbach, Bettstadt, Bilsdorf und Diefflen konzipiert. Diese Funktion verlor er mit der Anlage von eigenen Friedhöfen in den einzelnen Dörfern des Nalbacher Tales im Zusammenhang mit der kirchlichen Abtrennung von der Nalbacher Mutterpfarrei. Der jahrhundertealte Kirchhof bei der Nalbacher Kirche wurde in der Folgezeit eingeebnet. In den Jahren 1953/1954 wurde die Friedhofskapelle auf dem Nalbacher Friedhof errichtet. Nach einem Beschluss des Nalbacher Gemeinderates vom 5. Februar 1957 wurde hier ein Ehrenmal für die Getöteten der beiden Weltkriege des 20. Jahrhunderts eingerichtet.

## Persönlichkeiten

### Söhne und Töchter der Gemeinde
- Jakob Anton Ziegler (1893–1944), katholischer Pfarrer, gestorben im KZ Dachau
- Alois Lauer (1901–1984), Fabrikant, Mitbegründer und erster Vorsitzender der Dillinger Ortsgruppe der NSDAP (seit 30. Juni 1932), seit 23. November 1933 Führer der „Deutschen Front“ im Dillinger Gemeinderat.[83][84] Alois Lauer ist Stifter der Alois-Lauer-Stiftung. Lauer war seit 1976 Ehrenbürger der Stadt Dillingen/Saar.[85]
- Gerhard Nalbach (1929–2008), Priester in Brasilien, Träger des Bürgerpreises der Gemeinde Nalbach (2008)[86]
- Leo Montada (* 1938), Psychologe und Hochschullehrer, Sohn des Körpricher Schulleiters Alois Montada
- Edmund Hein (1940–2022), Politiker (CDU), saarländischer Finanzminister
- Roland Henz (1949–2017), Oberbürgermeister von Saarlouis
- Anne Klein (1950–2011), Juristin, Senatorin in Berlin 1989–90; geboren im Ortsteil Bilsdorf und verstorben in Berlin
- Peter Bilsdorfer (* 1951), Jurist
- Patrik Lauer (* 1964), Jurist, Landrat des Kreises Saarlouis
- Sabine Weyand (* 1964), deutsche Beamtin der Europäischen Union

### Persönlichkeiten, die mit Nalbach in enger Verbindung stehen
- Lothar Friedrich von Nalbach, (* 24. Mai 1691 in Trier; † 11. Mai 1748 in Trier), Professor an der juristischen Fakultät der Universität Trier, Weihbischof zu Trier (1691–1748), Titularbischof von Emmaus 1730, Dechant des Stiftes St. Simeon zu Trier, Diplomat am französischen Königshof[87]
- Johann Hugo II. von Hagen (* 10. Juli 1707 in Koblenz, † 24. November 1791 in Wien), kaiserlicher Reichshofratspräsident (1778–1791) und österreichischer Reichskonferenzminister, Herr des Hochgerichtes Nalbacher Tal
- Leo Montada, (* 29. Januar 1891 in Kochern / Kreis Forbach, ✝ 28. Februar 1927 in Garmisch-Partenkirchen; bestattet in Körprich),[88][89] Erbauer der Körpricher Kirche St. Michael durch die Architektengemeinschaften Prior & Casel sowie Becker & Falkowski im Jahr 1926, Bruder von Alois Montada[90]
- Alois Montada, (* 21. Juli 1899 in Metz, ✝ 8. April 1990 in Körprich), Amtsbürgermeister der Gemeinde Nalbach (1945–1949) und später Rektor der Katholischen Volksschule Körprich (1949–1965), Vater des Psychologen Leo Montada[91]
- Johann Jakob Woll, (* 31. März 1899 in Wemmetsweiler, † 18. September 1985 in Dillingen/Saar), Pfarrer und Ehrenbürger in Körprich[92]
- Albert André, (* 19. Januar 1930 in Schwalbach-Hülzweiler, † 16. April 2014 in Piesbach), Monsignore, früherer Regionaldekan der Region Saar-Hochwald im Bistum Trier, langjähriger Pfarrer der Pfarrei St. Johannes der Täufer im Ortsteil Piesbach-Bettstadt
- Helmut Feld, (* 1936 in Dillingen/Saar), Theologe und Kirchenhistoriker, aufgewachsen in Nalbach
- Eva-Maria Labouvie, (* 29. Juni 1957 in Saarlouis), Historikerin, Professorin für Geschichte der Neuzeit (17.–19. Jahrhundert) mit dem Schwerpunkt der Geschlechterforschung am Institut für Geschichte (IGES) der Otto-von-Guericke-Universität in Magdeburg, aufgewachsen in Nalbach[93][94]
- Frank-Lorenz Engel, (* 8. Mai 1961), Schauspieler und Synchronsprecher, aufgewachsen in Piesbach.
- Adrian Becker, (* 14. Mai 1970 in Saarlouis), aufgewachsen in Piesbach.
- Michael Müller-Kasztelan (* 1981 in Dillingen/Saar), Opernsänger, Tenor, aufgewachsen in Bettstadt und Piesbach.

## Ortssagen und Erzählungen
Pionier und wesentlicher Sammler saarländischer Sagen war in der ersten Hälfte des 20. Jahrhunderts der Saarbrücker Kunsthistoriker und Volkskundler Karl Lohmeyer, der 1924 eine erste thematische Arbeit über saarländische Sagen veröffentlichte. 1935 folgte eine erste Überblicksdarstellung, die auf Lohmeyers eigener Feldforschung beruhte. In den Jahren 1954/55 erschien dann seine umfangreiche zweibändige Gesamtdarstellung des saarländischen Sagenschatzes, die bis heute die umfangreichste Quellensammlung und damit das Standardwerk zum Thema darstellt. Darüber hinaus hat sich der Dieffler Heimatforscher Aloys Lehnert intensiv mit dem Erzählgut des Nalbacher Tales auseinandergesetzt.
Ritter Maldix vom Litermont
Die ehemalige Burg auf dem Litermont wurde von Maldix vom Litermont (wahrscheinlich ein schon früh erfundener Spottname, lat.: maledictus = „schlecht“ genannt, Einer über den man Schlechtes redet – das Gegenteil wäre benedictus) und seiner Mutter Margareta bewohnt. Ritter Maldix war ein wilder Jäger und wüster Zecher. Alle Ermahnungen seiner Mutter waren umsonst. Maldix, so die Sage, hatte auch einen ebenso gerechten wie frommen Bruder, der mehr auf die Mutter in seinem Wesen gekommen war, und auf der nahen Siersburg seinen Wohnsitz gehabt haben soll. Wenn Maldix wieder einmal auf der Burg Litermont besonders schlimm tobte und fluchte, soll Margareta durch einen, nur ihr bekannten, unterirdischen Gang vom Litermont zu ihrem frommen Sohn auf die Siersburg geflohen sein.
Am heiligen Karfreitag in den frühen Morgenstunden vor Sonnenaufgang, als Margareta sich zur Andacht in die Nalbacher Kirche begab, wollte Maldix gegen den innigen Wunsch und trotz der schlimmen Vorahnung seiner frommen und mildtätigen Mutter mit seinen lasterhaften Spießgesellen eine wilde Treibjagd im Nalbacher Herrenwald veranstalten. Dabei entdeckte er einen großen Hirsch und hetzte ihn durch den Wald auf den Litermont. In gotteslästerlicher Weise habe er ausgerufen: „Heute stirbt der Herr für dich, Mutter, und der Hirsch für mich.“
Als Maldix im verblendeten Jagdrausch von seinem, vor einer steil abfallenden Felsklippe scheuenden Pferd fiel, stürzte er grässlich schreiend in die tiefe Teufelsschlucht und kam grausam zu Tode. Mit zerschlagenen Gliedern fand ihn die Jagdgesellschaft in seinem Blut. Der geheimnisvolle Hirsch aber war verschwunden.
Im nächtlichen Sturmwind, besonders in den Rauhnächten, hört man der Sage nach den unerlösten Geist des Maldix, begleitet von verwehtem Hundegebell, Peitschenknallen, Hörnerklang, dem Hallo der Jäger und unheimlichem Funkensprühen, noch heute auf einem glühenden Wagen, Unglück bringend, durch das Primstal und den Dillinger Wald brausen.
Margarete vom Litermont, seine aufgrund des unseligen Todes ihres Sohnes gramgebeugte Mutter, stiftete darauf in Nalbach den Glockenzehnten, weshalb sie nach ihrem Tod im Chor der Kirche zu Nalbach begraben wurde.
Mitte des 19. Jahrhunderts hat man ihr zu Ehren auf dem Gipfel des Litermont ein großes, weit sichtbares Kreuz aufgerichtet. Es trägt die Inschrift: „Erinnerung an Margaretha von Lidermont. Hanc crucem anno 1852 erexit et anno 1902 renovavit parochia Nalbach“ (Dieses Kreuz errichtete im Jahr 1852 die Pfarrei Nalbach und erneuerte es im Jahr 1902.)
Weitere Litermont-Sagen

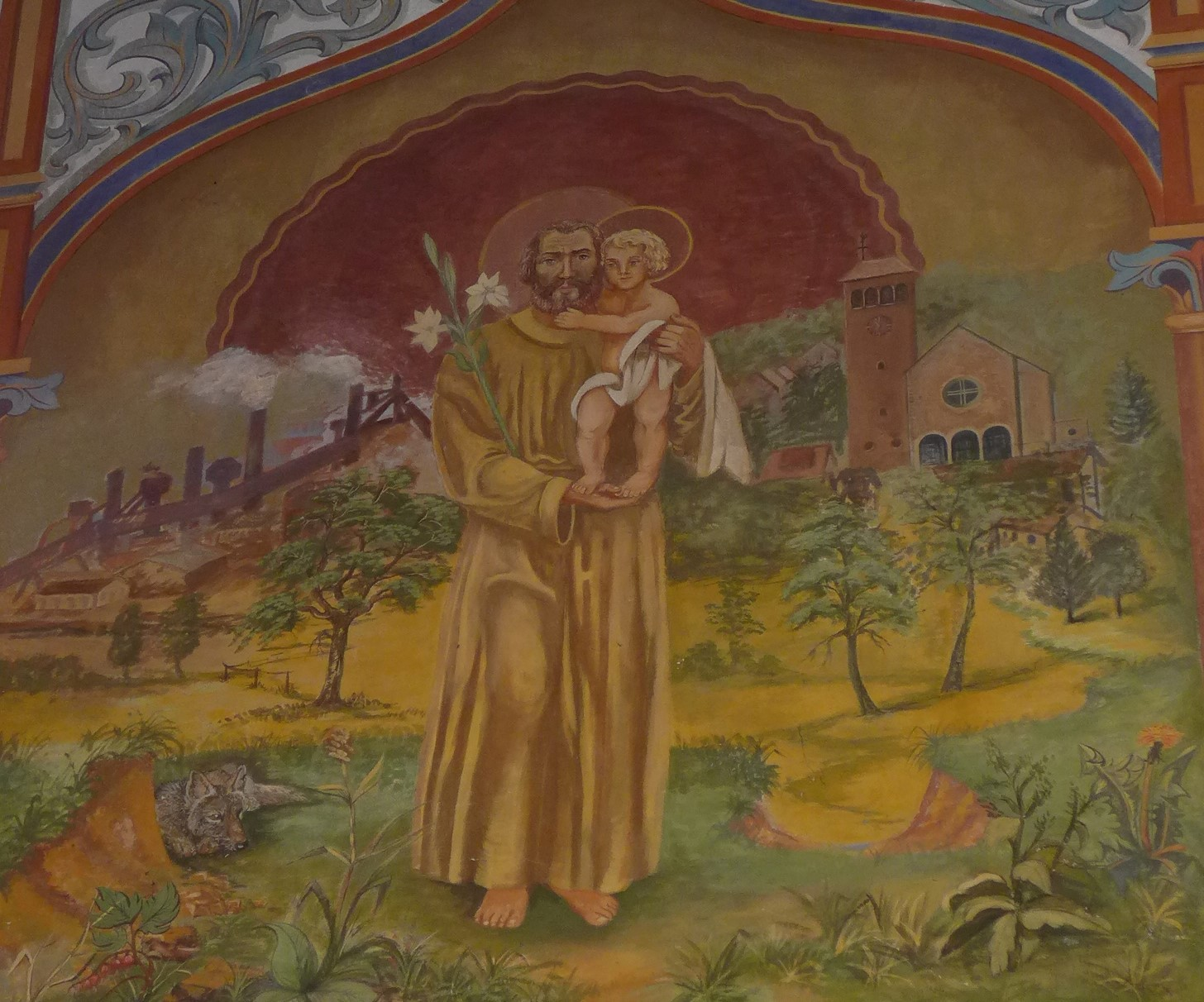
Der Liddermenner Wolf zu Füßen des heiligen Josef, Wandgemälde über dem Rosenkranzaltar in der Pfarrkirche St. Josef und St. Wendelin in Diefflen

Karl Lohmeyer überliefert noch weitere Sagen im Zusammenhang mit dem Litermont, wie z. B.
- Die fremde Prinzessin[97]
- Die Erzgräbersagen[98]
- Der unterirdische See im Litermont[99]
- Das Teufelsloch im Litermont[100]
- Der Patriarch vom Druidenstein[101]
- Der wilde Jäger[102]
- Der Teufelshund und das brennende Gold[103]
- Der weiße Reiter[104]

Die Erzählung vom Liddermenner Wolf
Aloys Lehnert überliefert die Erzählung vom Liddermenner Wolf. Die Geschichte erzählt von einem gierigen Wolf, der in der Gegend um den Litermont auf der Suche nach Beute herumgestreifte. Nacheinander wird er dann aber von einer Stute und ihrem Füllen, zwei Widdern, einer Gruppe Geißen sowie einer Sau mit ihren Ferkeln, die er fressen will, um seine Nahrung betrogen. Schließlich wird er im Rodener Wald (heutiges Ford-Gelände), als er sich müde unter einer knorrigen Eiche niederlegt, von einem Dieffler Holzfäller, der im Geäst der Eiche Schutz vor dem Wolf gesucht hat, mit einem Hackebeilwurf zur Strecke gebracht und kann so keinen Schaden mehr anrichten.
Der „Lidermenner Wolf“ ist über dem rechten Seitenaltar (Rosenkranzaltar) der Dieffler Pfarrkirche St. Josef und St. Wendelin in einem Wandgemälde gezähmt zu Füßen des heiligen Josef von Nazaret mit dem Jesuskind dargestellt.